# سلاح الهندسة القتالي الإسرائيلي
سلاح الهندسة القتالي الإسرائيلي (بالعبرية: חיל ההנדסה הקרבית) هو أحد الأذرع البرية للجيش الإسرائيلى. يُعد سلاح الهندسة القتالي قوة داعمة للجيش الإسرائيلي.يعد هذا السلاح من الاسلحة التي تؤمن قدرة الجيش على عملية المناورة خلال سلسلة من المحاولات ضد العدو، ويضاف على عاتق هذا السلاح مهام مختلفة في مجالات المعرفة المطلوبة وخبرات في مسائل الهندسة العسكرية بما فيها من الروبوتات والعمل على المفرقعات، والدفاع امام سلاح غير مألوف.
من مهام السلاح الهندسى كسر الحواجز، العمل خلف خطوط العدو، إبطال مفعول الألغام، تحطيم التحصينات، طرق التدريب، الجسور ونجاحها، زرع الألغام، وتفعيلها في الهجمات الخطيرة، التخريب، ازالة المفرقعات، بناء حواجز للدفاع، بناء التحصينات، تفعيل المباني الهندسية المجهزة، معدات الإغاثة ووظائف الهدم والبناء تحت نيران المعركة والدفاعات أمام الاسلحة غير المألوفة في ساحة القتال. ويأخذ الجندي مهامي في 3 كتائب عسكرية هندسية منُظمة (601 «اسف»_603«لهف»_و605«همحص») وتقسم هذه الكتأئب إلى جوالات وفصائل من معدات البناء الهندسي وكتيبة «افخ» ووحدات الهندسة ومهامها المُتخصصة ويعملون كقادة في التخريب وإزالة المفرقعات والروبتات.

## مميزات السلاح

قبعة باللون الفضى الخاص بسلاح الهندسة

شعار سلاح الهندسة على هيئة دبوس

يُعد سلاح الهندسة القتالي أحد الأسلحة القتالية الهامة في نطاق القوات البرية ويمثل السلاح أحد ركائز الهجوم لالجيش الإسرائيلي.
يرتدي جنود السلاح الهندسي زياً ذات اللون الرمادى الفاتح، والمعروف بالفضة والذي يعلو فوق رمز السلاح:سيف بداخله برج ومحاط بهالة ترمز إلى الإستعداد للقتال. وقد أختار هذا اللون الفضي ضابط السلاح الرسمي «افيشى كيتس» في عام 1983، حيث قرر تغيير لون الزي من الأسود حتى يقوي شخصيته. ولهذا قد ذكر في ي نشأة هذا الزي بقصة بعنوان مناجم الملك سليمان. حيث يُحكى أن قبيلتين أحدهما جيدة والأخرى فاسدة، وعندما عرفت القبيلة الجيدة عرفت بقبيلة الفضيين. لم يشر هذا الاستخدام في اللون الفضي للزي العسكري. آنذاك قرر اختيار هذا اللون الذي يميل إلى الرمادي الفاتح، والمعروف بالفضية.
في حين أن ألوان شعار السلاح هي الأسود والبرتقالي الفاقع. وتم اختيار ألوان هذا الشعار في أعقاب تنفيذ عملية عمورة (الأرض المحرقة) والتي دُمرفيها سلاح الهندسة البنية التحتية للجيش المصري في منتصف جزيرة سيناء أثناء انسحابه من سيناء بعد عملية ناجحة. ويشير البرتقالي الفاقع إلى الإستعداد للمفرقعات. ويشير الأسود إلى الأرض المحروقة التي يبقى عليها السلاح الهندسي. شعار سلاح الهندسة القتالي–الأوائل دائما.

وفقا لموقع دوفير صهل:
المهنة العسكرية لسلاح الهندسة هي القياس، وذلك لأنه مُكلف بأمور أخرى كالتطهير (من كتيبة البيولوجيا والكيمياء الذرية) والإزاحة (من وحدة ازالة الألغام) وتشغيل معدات البناء والتحصينات. إن سلاح الهندسة في الجيش الإسرائيلى هو جزء من القوات البرية، ولذلك يعد من أهم أذرع القوات البرية والمكون من الكتائب الهندسية القتالية، وسريات معدات البناء ووحدات البيولوجيا والكيمياء الذرية، ووحدة الهندسة العسكرية الخاصة. (حيث أن الوحدة الهندسية للعمليات الخاصة تعمل على ازالة المفرقعات والقيادة الهندسية والأزالة والتخريب، والمخابرات الهندسية والوبرتات التي تزيل الألغام).
هذه هي كل خصائص سلاح الهندسة وهي: تفجير العقبات الهندسية – المركبات المدرعة الهندسية المتقدمة الخاصة ومن المقاتلات الجيدة:الجراف “دي-9” وبلدوزر إنتاج تراكتور (نوع من الجرافات) والذي أضيف إليه بعد التعديلات الهندسية من قبل إسرائيل، بالإضافة إلى استخدام وسائل هندسية منها دبابات الربط(التجسر)، وطرق العبور، ووسائل لمعدات البناء المختلفة، وزرع الألغام وطرق التخريب، أدوات التفجير مثل المدرعة الافعى الهندسية، وطرق ازالة المفرقعات، ووسائل الدفاع تحت التهديدات البيولوجية والكيميائية الذرية والتي يحمل سلاح الهندسة مثيلاتها، بالإضافة إلى أسلحتهم الشخصية ومنها بندقية إم 16، أسلحة من طراز CAR-1 أو M4a1المقاتلة. تقسم الأسلحة عامة رشاشات وبنادق قنص وصواريخ مضادة للدبابات.

## قوام السلاح ووظيفته
هو السلاح المسؤول عن الهندسة العسكرية (الهندسة القتالية وبناء التحصينات) في الجيش الإسرائيلي. ويترأس السلاح ضابط الهندسة الرسمي، والمسؤول عن بناء القوة الهندسية والتي تقوم بتنشيط السلاح الهندسي وتزويده بالاحتياطات الهندسية العامة للجيش. تقوم قوات الهندسة بالمهمات في المنطقة العسكرية. تُساعد في الكثير من الأحيان السلاح الهندسي قوات المشاة في مهامهم. وليس لهم وجهة نظر هندسية. حظي جنود السلاح الهندسي بتأهيل هندسي، حاملي بندقية عيار 05، وبعد ذلك حاملي بندقية عيار 07، وبالإضافة إلى عيار 06. وكذلك أيضا يتعقب سلاح الهندسة الحاجة إلى مُساعدة هندسية لقوات المشاة. وكل وحدة مُشاة يلحق بها سرية تخريبية هندسية. وها هي سرية جنود من وحدة المشاة قد تم تأهيلها لمدة شهرين في المدرسة الهندسية العسكرية ولكن لا تخضع لسلاح الهندسة بل إلى الوحدة التي تعمل فيها.
ينقسم سلاح الهندسة لعدة وحدات أساسية:
- كتائب الهندسة القتالية (النظامي والاحتياطي).
- وحدة الهندسة المهنية.
- سريات المعدات والبناء والتحصينات (جُزء من الكتائب والوحدات المهنية).
- يهلييم (وحدة هندسية للمهمات الخاصة).
- كتائب البيولوجيا والكيمياء الذرية (التي تشمل سريات انقرو، نرقو، وجرانيط، وسرايا التدريب ديا).
- المدرسة الهندسية العسكرية.

## كتاتب الهندسة القتالية

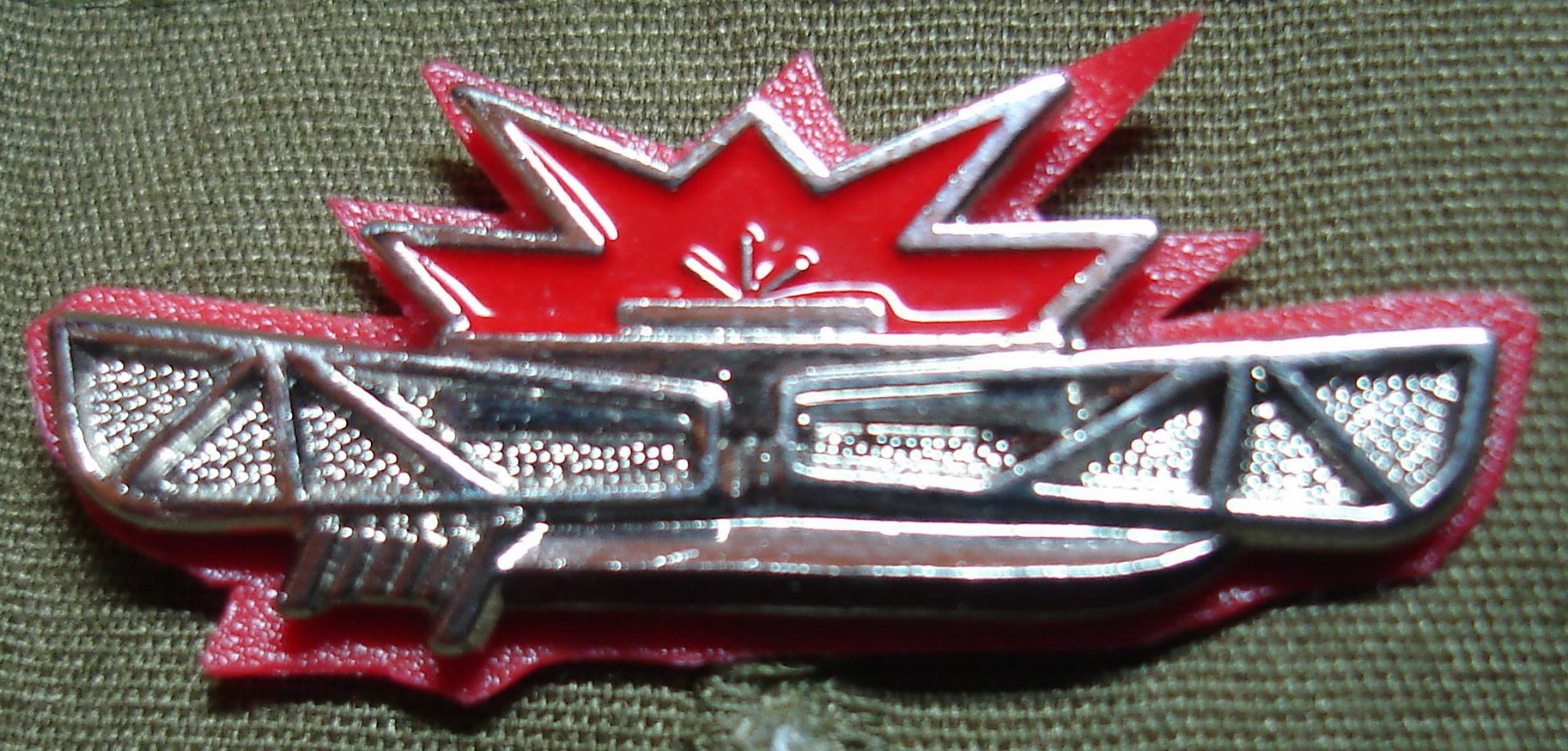
شعار الهندسة القتالي

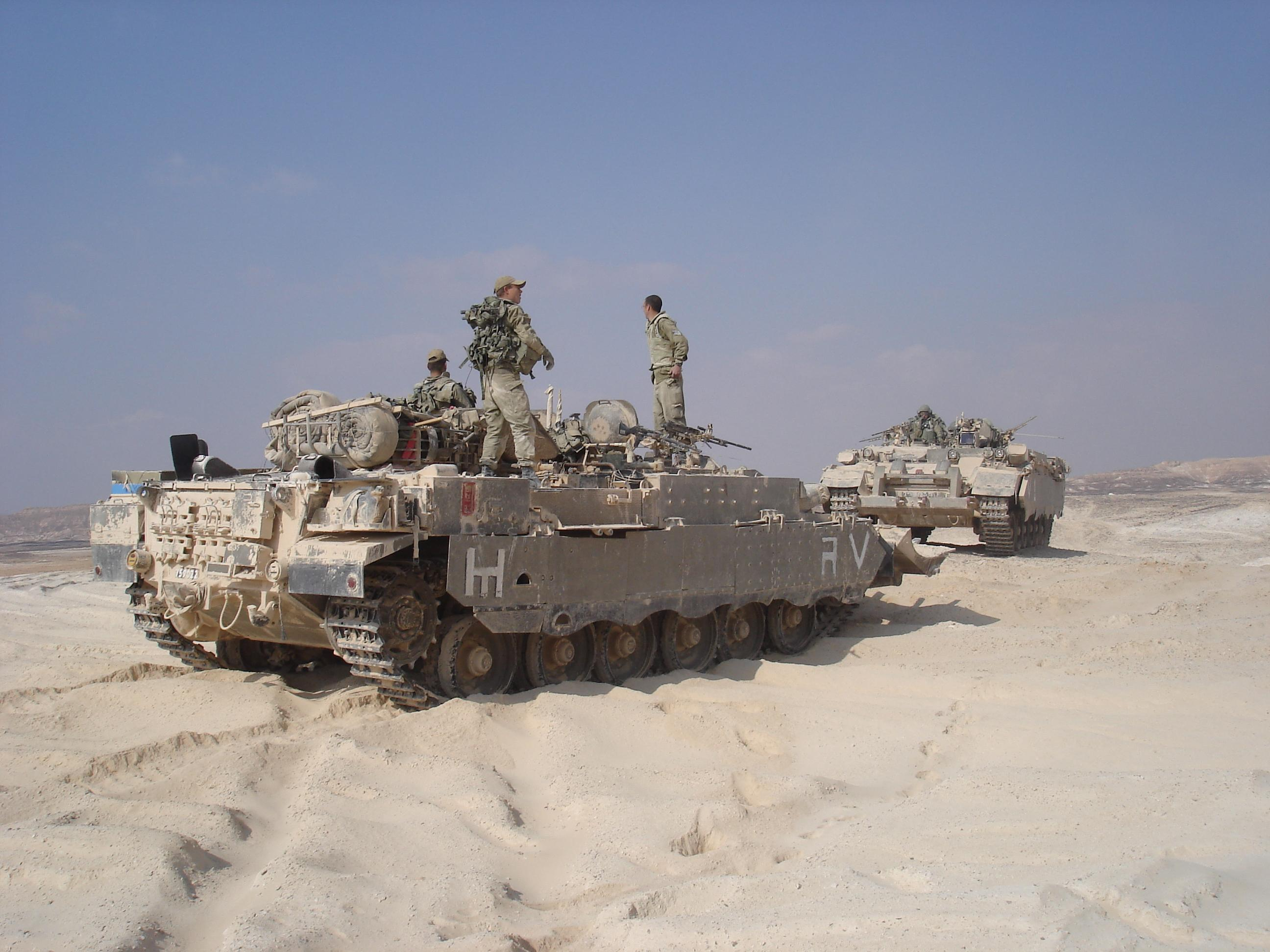
قيادة الأركان - اعداد فئة لعملية اليوم، الكتيبة 601

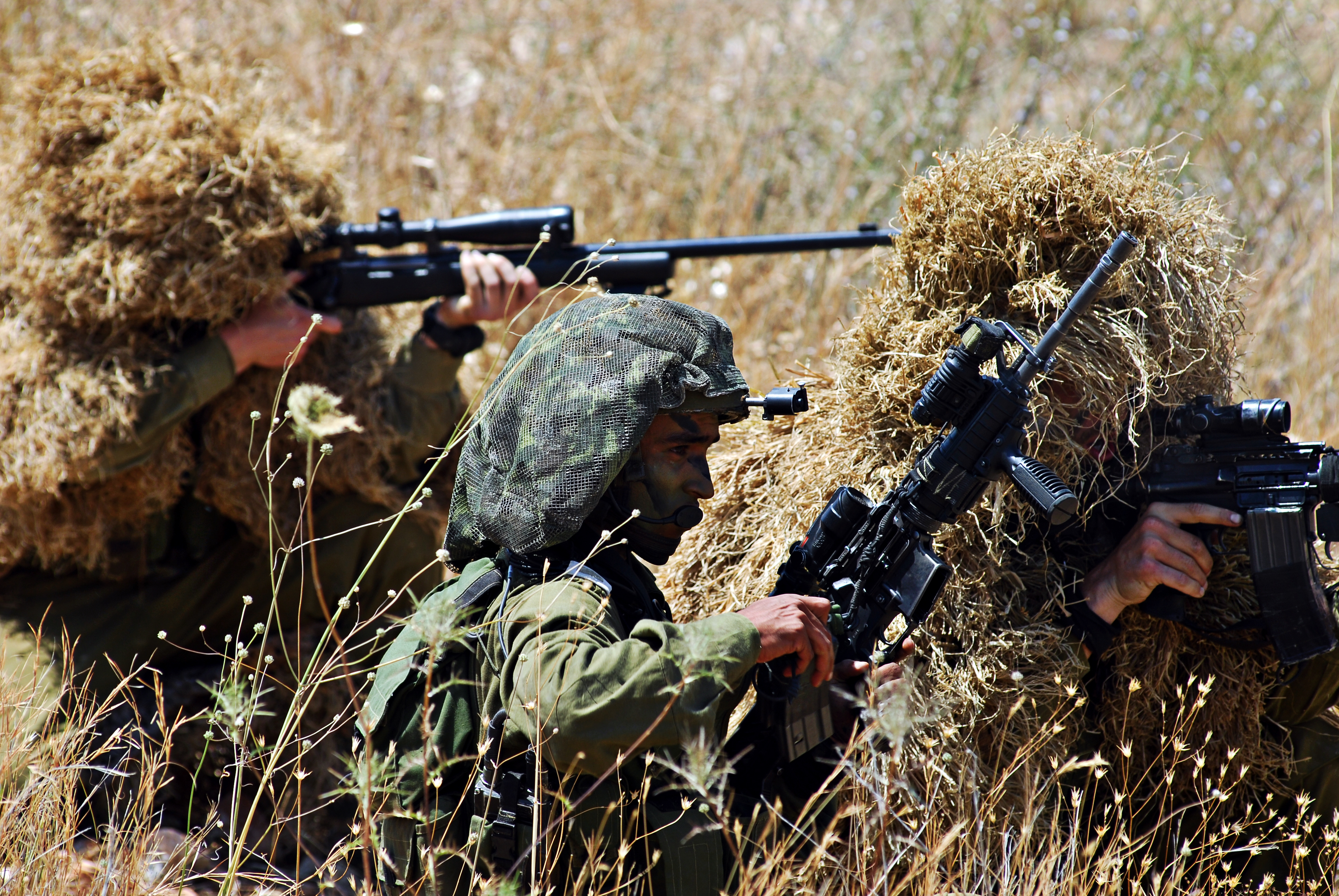
محارب الهندسة القتالية العامة القنص مع التمويهووبندقية القنص M-24 واثنين الجنود مع بندقية M4.

تُعد كتائب الهندسة القتالية أساس القوة في وقت الهجوم بالقذيفة، ويدور الحديث عن كتائب عسكرية هندسية تندمج في كتائب أخرى، وحاملي البنادق والحملات العسكرية والمقاتلين الهندسيين المسؤوليين عن معدات البناء والتحصينات. وتوجد ثلاث كتائب هندسية في الخدمة النظامية، وعدد كبير في الخدمة الاحتياطية:
- كتيبة أسف 601
- كتيبة همحص (الإزاحة، وزرع الألغام، والتخريب والعبور)
- كتيبة لهف 603

### ماهيتها ووظائفها

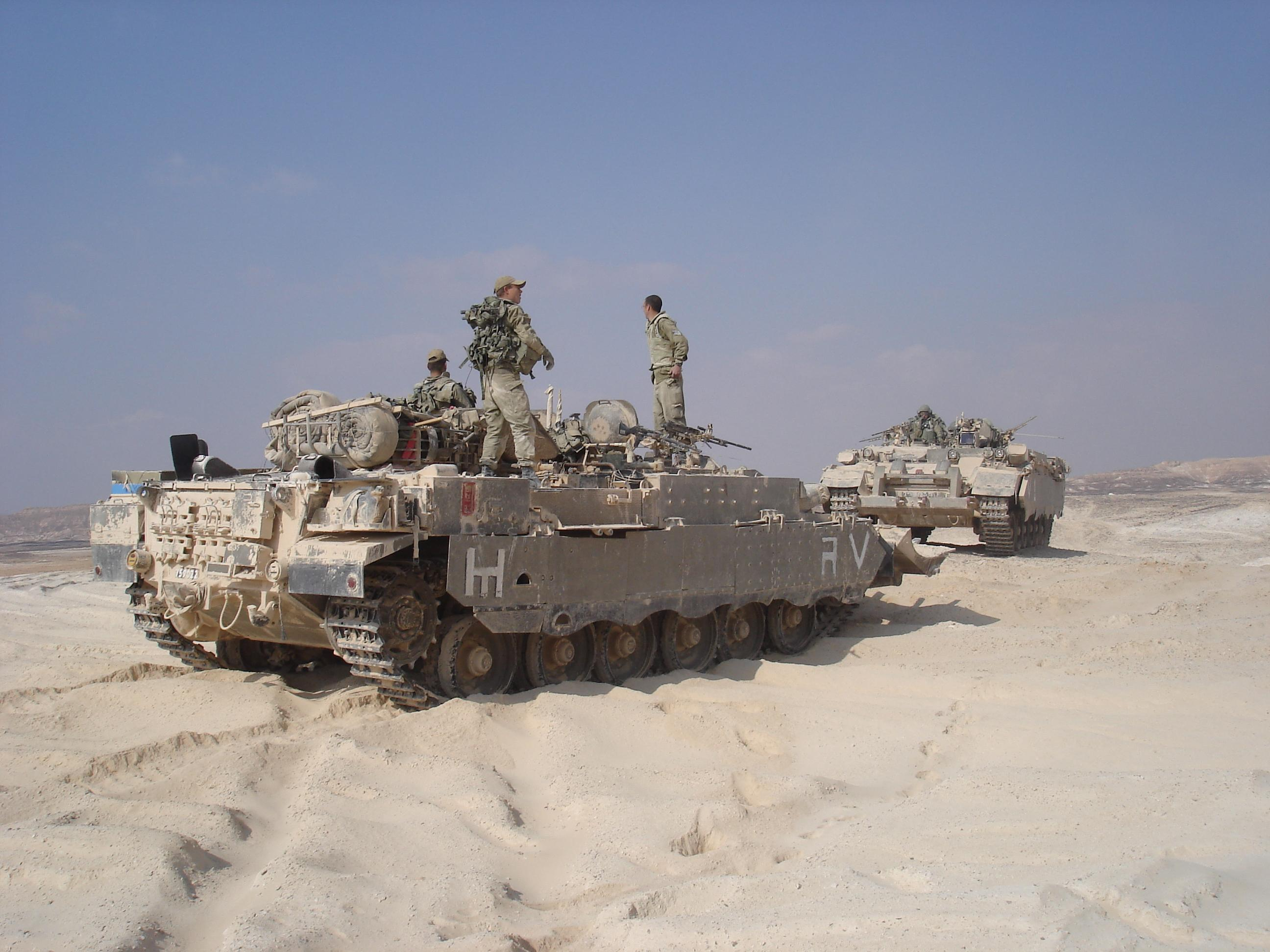

هذه الكتائب مسؤولة عن العمليات المسلحة في القطاعات المختلفة وتقديم المساعدة الهندسية في الانفجارات وبناء الجسور وإزالة حقول الألغام للقوات البرية في وقت الحرب. وبهدف زيادة مستوى بنادق الكتائب لتتلائم مع نظائرتها في قوات المشاة والتي تتناسب مع الاسلحة وقادة القتال في المعركة التي تقف على رأس كتيبة مشابهة لتلك الموجودة في وحدات قوات المشاة والتي تشمل سلاح المدرعات «مدافع رشاشة» وبنادق القنص وقاذفات الصواريخ. بالإضافة الي كتائب تشغيل محطة المعالجة (الأمن الجارية)بالإضافة إلى مهامهم الهندسية فإنها أيضا تجري عملية الأمن الجارية وعمليات المشاة من أجل تقليل العبء عن كتائب المشاة بعمليات اعتقال وكمائن ونقاط التفتيش ومراكز الحراسة. تضم كل كتيبة جانب استطلاعي وتتألف من جنود وكبار القادة، في الكتيبة «فيلق استطلاع في اللواء». وفي وقت الحرب تقوم بمسح المنطقة وتحديد العقبات في الوقت المناسب وإعطاء إستخبارات هندسية أثناء القصف، وهذا هو دور المشاة في أنشطة عدة من الاعتقالات والكمائن بالإضافة إلى ذلك فإن القوة تستخدم كقوة هندسية من قبل القطاع وبكفاءة عالية الجودة من أجل مهام محددة. والمشاة كقوة عسكرية تقوم بتزويد المركبات الهندسية. ولكل كتيبة نظامية أيضا لها فيلق للمستجدين، وقوة أساسية بعد كتيبة حاملة البنادق 05 لسلاح الهندسة. وبعد إنهاء تدريب استغرق 4 أشهر فإنهم يقاتلون من أجل وسام الهندسة القتالي وشهادة الهندسة لحاملي البنادق 12 وبلاس 12 وبلاس 08 وبنادق 08.

### تاريخ الكتائب
- كتيبة أسف601: هي كتيبة السلاح الهندسي الأولى في الجيش الإسرائيلي. وقد أسست على سريات هندسية من لواء جولاني ولواء جعفني ولواء7 في 1947. وقد تم توحيد السريات لكتيبة نظامية في1999. وقد ساعدت الكتيبة في إنشاء «مسار الثعبان» على «مصعدة» (قلعة قديمة على قمة جبل). في عام 1956 أقامت السرية سلاح معدات البناء والتحصينات بالكتيبة. وقد حملت الكتيبة جزء فعال في كل حروب إسرائيل. في عام 1999 حصلت الكتيبة على نوط تقدير من الأركان العامة الكتائبية (الأولى من نوعها في الجيش الإسرائيلي) عن عملية عمورة لتدمير المهام المصرية في منتصف سيناء. في عام 1969-1976 قامت الكتيبة ببناء وتقوية لتحصينات خط بارليف تحت الضغط المصري لإفشاله في حرب الاستنزاف. وبهذه المهمة حصل سلاح الهندسة على جائزة الأمن الإسرائيلي في 1969. في 7 أكتوبر 2000 اختطف حزب الله 3 جنود من الكتيبة. وقد استطاعوا إعادة جثثهم فقط في 2004 بعد مفاوضات استمرت بصفة عامة لتحريرهم مقابل تحرير 400 مخرب من السجون الإسرائيلية. في الألفية وضعت قيادة مركزية للواء 401.
- كتيبة همحص605: قامت بعد حرب يوم الغفران التي انهزم فيها الجيش الإسرائيلي بخسارة فادحة ولم يتم استيفاء أي نتيجة ايجابية جديدة مع الخسارة. في عام (1973) على أساس كتيبة للعبور الاحتياطي في 1967. وقد سميت أيضا باسم كتيبة 605. تنتمى الكتيبة إلى كتائب العبور الاحتياطية، واشتركت في عمليات كرامة. وقد قامت الكتيبة بجزء في عملية «أفيرى ليف» لعبور قناة السويس. في 1977 أصبح وضعها تحت إدارة القيادة الشمالية، وفي 1978تحولت لكتيبة هندسية مدرعة. وفي 2002 حصلت الكتيبة على نوط التقدير من الأركان العامة على مهامها في عملية الدرع الواقي. في الألفية وضعت تحت إدارة القيادة الشمالية للواء 188.
- كتيبة لهف 603: قامت على أساس المساعدة في تقوية قطاعات الأمن في جنوب لبنان. وقد وضعت الكتيبة في سلاح الهندسة الاحتياطي تحت قيادة جنوبية عقب نقص القوة الهندسية في تلك المنطقة. ومع استمرار الانتفاضة الفلسطينية الثانية حاربت الكتيبة في يهودا وشمرون (الضفة الغربية) حتى عملية الدرع الواقي. وبعد ذلك ألحقت بخطوط القتال في قطاع غزة. هناك حيث تصاعد قتل 70 فلسطيني في غزة - نالت نوط التقدير بناء على الجزء الذي أنجزته في جولة عسكرية للكتيبة. في النهاية ساعدت مقاتلي الكتيبة في تحصين وتجميع القوات والسكان في القطاع. وفي الالفية الجديدة وضعت تحت إدارة جنوبية للواء7.

### قسم الجولات العسكرية
قسم الجولات العسكرية: هو قسم كتائبي، ووظيفته الجولات الهندسية. قام قسم الجولات العسكرية الأول في الكتيبة الهندسية في 1994. وقد أسسه ضباط وقادة السريات ووحدة الهندسة الخاصة للمهام الخاصة. ويهدف هذا الجانب إلى إقامة جولات عسكرية صغيرة ذات جودة مفعلة، مثل: المراقبة والإستخبارات على خطوط العدو بصورة جيدة مع استثمار قوتها في كل أنواع الحروب (مناطق مفتوحة، أنفاق ومباني)، التمويه على جودة عالية جدا، الملاحة البرية بالأرجل والمركبات ومحاربة الإرهاب والتفجيرات. ولذلك في 2005 حصل قسم الجولات العسكرية لكتيبة 603 على نوط تقدير من القيادة الجنوبية على عملياته في قطاع غزة والتي استطاع بها الجيش الاسرائيلى القبض على 70 فلسطيني.
اليوم، تغير قسم الجولات العسكرية في كل كتيبة هندسية.يتكون طاقم الجولات من 16 مقاتل يستخدمون سيارات «همر» عسكرية تحت قيادة الطاقم. ويتشكل قسم الجولات بصورة عامة من الجنود الأعلى في الكتيبة. في وقت الحرب يصبح هدف قسم الجولات العسكرية بالتمشيط للمنطقة ومواقع العقبات من حين إلى أخر، وتوجيه المخابرات الهندسية وفي الأوقات الروتينية والصراعات المحدودة تكون مهمة قسم التجولات هي الأعمال المركبة في نطاق الكتيبة كلها، شاملة الاعتقالات والتفجيرات ومهمة التخريب والكمائن والمسح الظاهري لمواد الحرب وإبراز الملاحظات وغيرها.
تكون مهمة المقاتل المستجد في الخدمة النظامية، بصورة عامة، في أمور كثيرة ومنها الحرب والملاحة ودورة تخابراتية وجولة عسكرية والتمويه والتفجير والتخريب ووممارسة مهارات متنوعة: أسلوب العملية والإستجواب ومعرفة القتال ودورة التوثيق والإسعافات الأولية والسريات وغيرها. ولكي تقبل بقسم الجولات العسكرية يجب عليك كجندي أن تنضم إلى الكتيبة، فقط من بين 2 إلى 4 مقاتلين ينضمون من كل منطقة، فقط الأحسن من بين الذين وصلوا هو من يستمر.

### وحدة الهندسية القيادية
وحدات الهندسة القيادية (تدعى بالهندسة القيادية) هي المسؤولة عن دعم القطاع (الفيلق وتنفيذ مهام هندسية متعددة روتينية وفي وقت الطوارئ. ومن ضمن مهامها بناء المستحكمات (المواقع العسكرية) وبناءالمحاور وإقامة الجدارات والحواجز وتنفيذ مشاريع هندسية ضخمة على نطاق واسع «بمشاركة مركز البناء والمقاوليين المدنيين».
وفي وقت الحرب تنضم إلى مجموعة الألوية (فرقة أو فيلق عسكري كبير) القيادية لمساعدتهم على الاقتحام بجهود مبذولة وتخصصها في الاستفادة من المعرفة المكتسبة للقطاع (أي بهذه الوحدات يمكن الاستفادة من المعرفة المكتسبة لدى القطاع). وحدات الهندسة القيادية تابعة (تحت تصرف) قائدها أو تخضع لقيادة قائد الوحدة التابع له أو الذي يخضع لقيادة الأميرالاي (البريغادير وهي بمثابة رتبة عميد) ومنها لظابط وحدة الهندسة الرئيسية.

### سريات معدات البناء الهندسي
سرية المعدات الميكانيكة الهندسية:

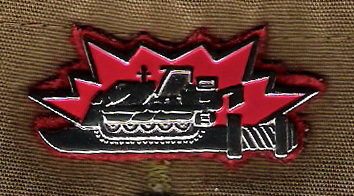
قبعة جندى معدات البناء الهندسي

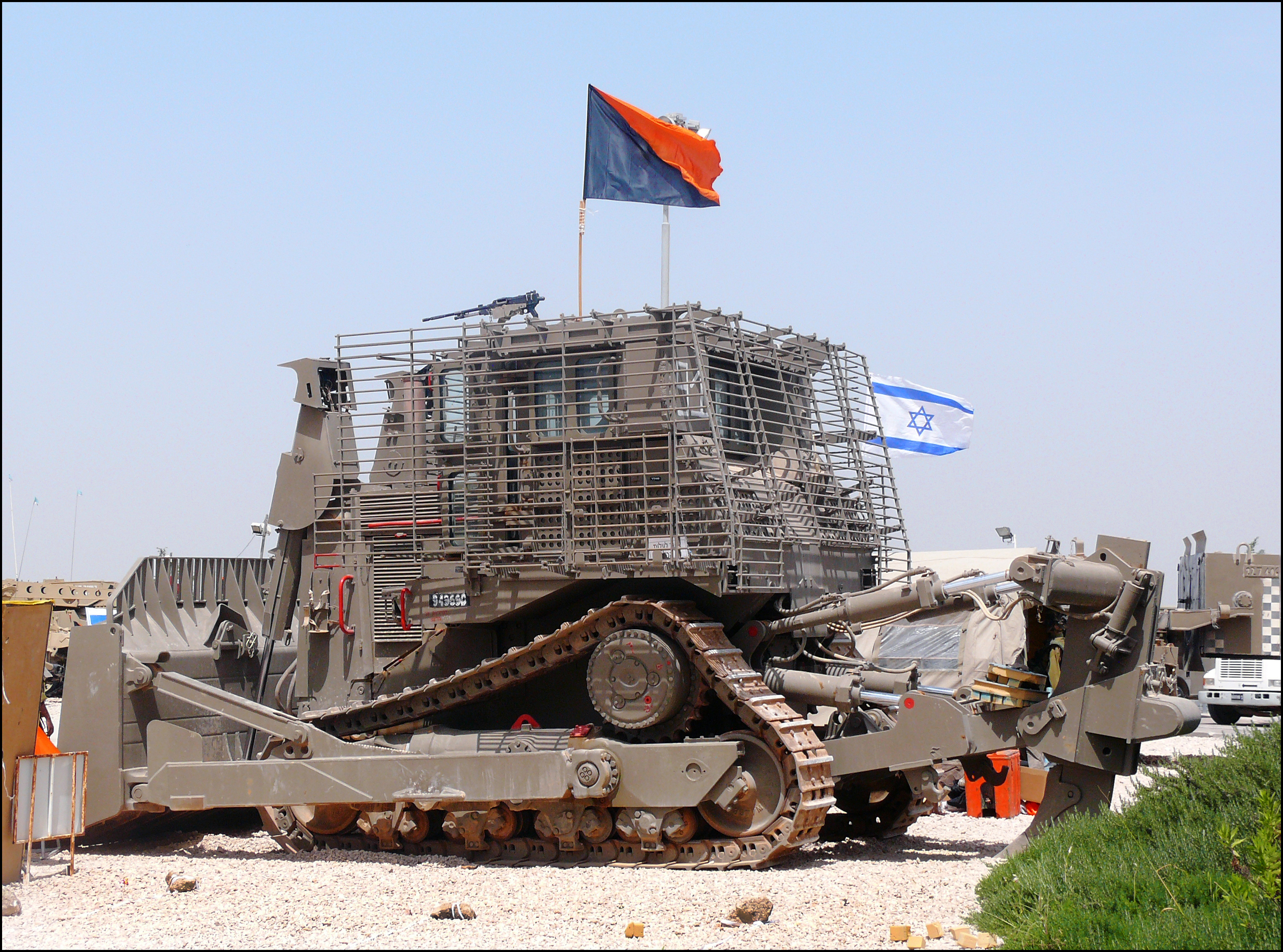
حراف دى-9 مدرع, الاسلحة القتالية الخاصة لسرية معدات البناء الهندسي

تقع تحت قيادة كل كتيبة هندسة قتالية ووحدة هندسة قيادية، وذلك في وحدات الاحتياط المختلفة. وهذه السرية مسئولة عن تشغيل المعدات الميكانيكية وتنفيذ العديد من المهام، وهي: بناء الاستحكامات (التحصينات) كسر (اختراق) الحواجز وفتح المحاور (الطرق) وإزالة الألغام وأعمال الردم وهدم مواقع العدو وهدم المنازل وتمهيد الطرق وعملية إنقاذ المدرعات (المركبات) القتالية العالقة. إلى جانب البلدوزر (الجرافات) المحصنة وأيضا صنع حفارات محصنة ورافعات شوكية ورافعات مترابطة وحفار المدمجة (الجرافات) ومعدات كاسحة الثلوج وتمهيد الطرقات ورافعات متنقلة ومعدات البناء.
سرية المعدات الميكانيكية الهندسية:
«بصورة عامة» هي بمنعزل عن الكتيبة بينما في حالة التأهب .فإن كل وحدة في الجيش الإسرائيلي (التي تحتاج إلى مساعدة المعدات الميكانيكية الهندسية) تستطيع أن تطلب من العاملين بها إضافة إلى مهامها وعلى الفور يتم إرفاق بعض العاملين بالسرية إلى وحدات المشاة والمدرعات بالجيش الاسرائيلى وذلك باستخدام جرافات محصنة (مدرعة)D9 ، في عمليات الأمن الوقائي (الميداني) بيهودا والسامرة (الضفة الغربية) وقطاع غزة في إطار تفاعلهم أثناء الانتفاضة الفلسطينية الثانية. أرتفع شأن العاملين بالسرية ليصبحوا جزءا هاما في العمليات العسكرية ضد الإرهاب.

### كتيبة البيولوجيا والكيمياء الذرية (كتيبة 76)

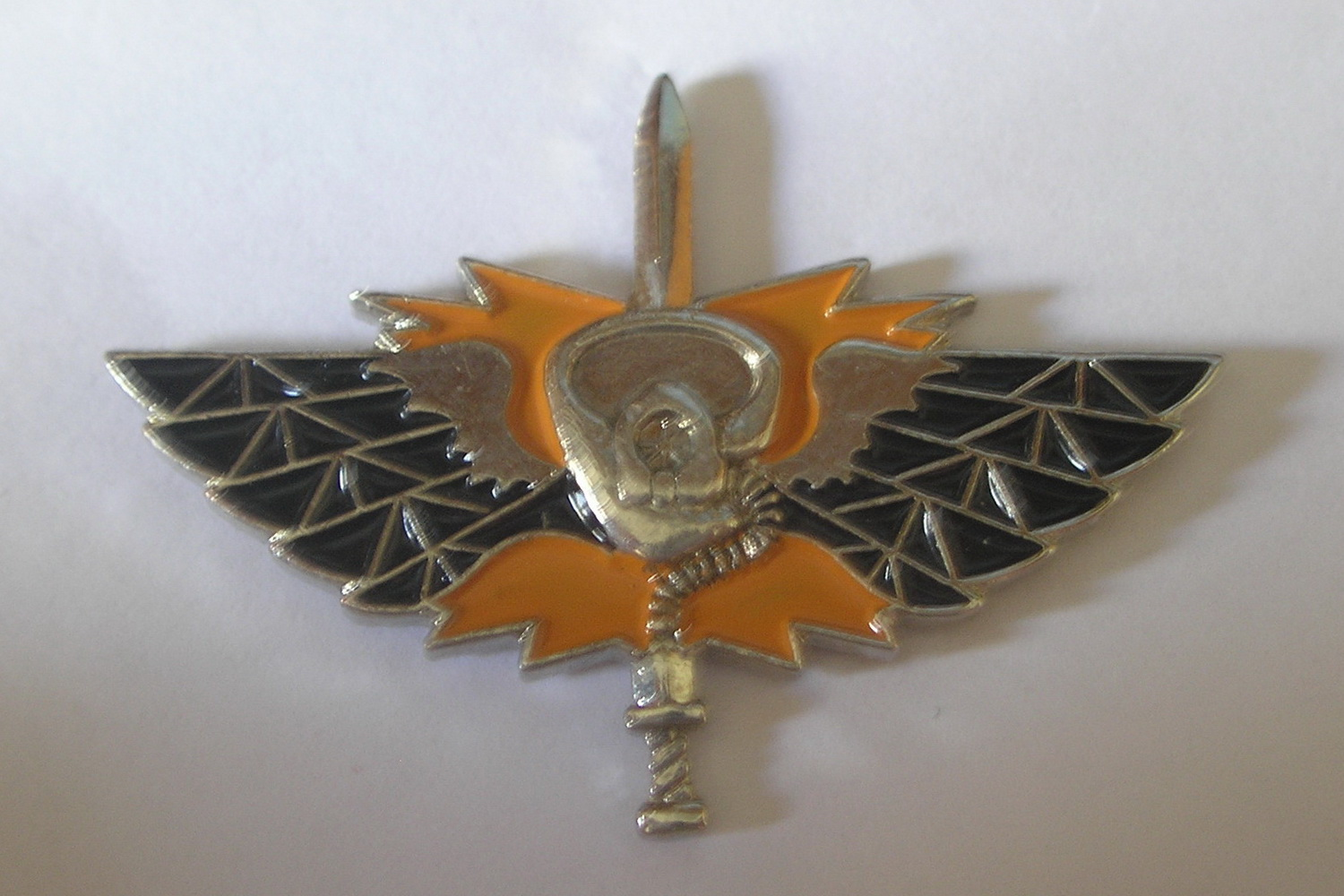
شعار كتيبة البيولوجيا والكيمياء الذرية على هيئة دبوس

كتائب أفخ (البيولوجيا والكيمياء الذرية) وتعنى حروفها الأولى أوتوماتيكي، بيولوجي كيميائي. وقد خصصت للعمل في الحرب عامة وفي تنفيذ مهام معينة في جبهة العدو. وأيضا حينما يشتد التهديد أو تساعد كقوة في التعامل مع الهجوم الكيميائي. تشمل مهمة هذه الكتائب أيضا التحديد والتمشيط للمنطقة من الذخيرة القتالية الكيميائية أو المواد البيولوجية في ساحة القتال، لكي تتمكن القوات المقاتلة من العبور في المناطق المحددة (العائق غير التقليدى) ويتم الاكتشاف والتحديد بوسائل متعددة مثل الطالب العسكري «الكاديت» وحقيبة الكشفو التحديد والسيجل. ويتم التنظيف في الأغلب من خلال سيارة تنظيف معروفة باسم «منورا» وليس هناك احتمالية للتنظيف بواسطة ال«هوفد وطفايات الحريق» وغيرها من الأنواع المختلفة.
وتنشغل السريات النظامية أثناء القصف في عمليات أمنية مكثفة في كل القطاعات مقاتلي الوحدة مجهزين بالعتاد ومدربين على استهداف قوات المشاة من أجل تنفيذ مهمات أمنية مستمرة أثناء القذف حتى يتمكنوا من أداء مهمتهم أثناء الحرب. تشمل كتائب البيولوجيا والكيمياء الذرية 4 كتائب نظامية: «انقور» و«برق» و«جرانيت» و«ديا»(سرية الطريق التي تستخدم في التدريب). وتتألف من مقاتلين ومقاتلات .أثناء التدريب المقاتلين بتدريبات هادفة في قتال بيولوجي وكيميائي وأيضا تدريب قتالي فردي.
تتناول تدريبات الوحدة في الأغلب عمليات كشف تحديدية للمواد القتالية «الغير معتادة» مع التمشيط للمناطق المستهدفة. وتنطوي هذه الأعمال المتخصصة على تشغيل عتاد شديد الخطورة . ويتم تنفيذ القتال البيولوجي والكيميائي في المناطق بملابس فريدة من نوعها، وهو مايتطلب من المقاتلين قدرة عالية على التحمل . ويبدأ برنامج تدريبي للمقاتل في وحدة البيولوجيا والكيمياء الذرية بتدريب لمدة 4 أشهر في لواء قاعدة التدريب الهندسية في المنحدرات الموجودة، وبعد ذلك تمرينات عملية وحية. وفي نهاية البرنامج من يستمر لمدة 8اشهر يتسلم شهادة خاصة «التطهير 6» ويكون بذلك مؤهلا لحاملي البندقية 3. وجزء من المقاتلين يخرجون بعد ثمانية أشهر لبرنامج قيادي.ويتم تنظيم دورة القادة في مركز البيولوجيا والكيمياء الذرية . وفي النهاية ينضم القادة في السريات التنفيذية في قاعدة المستجدين ودورة الضباط أو يظلون في سلاح القادة. وأيضا قد بدأوا في سلاح الهندسة في ضم مقاتلات تشاركن في مهام متعددة . وتمر المقاتلات بتأهيل لمدة يومين حتى يكونن في كتائب76. وقد فتحت الكتيبة الطريق لتجنيد المقاتلات حيث قامت المقاتلة الأولى بإنهاء دورة «الرموز الكبيرة» وقد كانت من كتيبة البيولوجيا والكيمياء الذرية سرية البرقان . وأنهت حتى الآن 3مقاتلات دورة القناصات بنجاح من جانب الكتيبة وهي الدورة التي لم تعد موجودة الآن لمقاتلي الكتيبة. وعلى الرغم من ذلك في1 مارس2012 ألغى تجنيد البنات للكتيبة.
يوجد مركز للبيولوجيا والكيمياء الذرية في معسكر (تسرفين)ويشمل مدرسة للببيولوجيا والكيمياء الذرية، والمسئولة عن كل التدريبات في الجيش الاسرائيلى، فيما يتعلق بالبيولوجيا والكيمياء، وفرع للعلم والأبحاث، والمسئول عن تشغيل هذه الوسائل، وعلم القتال لجيش الاسرائيلى، كله فيما يتعلق بالبيولوجيا والكيمياء الذرية.
وتركزت الوحدة في صف الكتيبة في الطوارئ والمعروف تحت اسم «لينشوف» (البوصة) وموجودة ككتيبة غاز نظامية، حيث تربط كل سريات الغاز النظامية في الجيش الإسرائيلي، وأيضا تدرب مقاتليها للرد على الإرهاب الكيميائي والبيولوجي. وفيما يتعلق بصد التهديدات تقوم في الجبهة الداخلية كل من كتيبة الغاز لسلاح الهندسة بالتعاون مع سريات مختلفة في الوحدات الهندسية للمهمات الخاصة وفرقة الإنقاذ وإنقاذ الجبهة الداخلية . تعتبر كتيبة 76 جزء من سلاح الهندسة ولكن في أصله هو كتيبة تخص الأركان العامة الملحقة لسلاح الهندسة فقط فيما يتعلق بالتدريبات (مستجدين، تدريب متقدم، دورات القادة الرمزيين والضباط).

### المدرسة الهندسية العسكرية

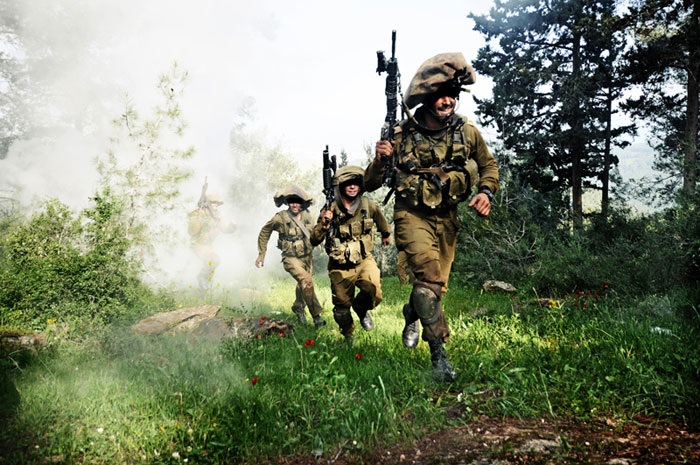

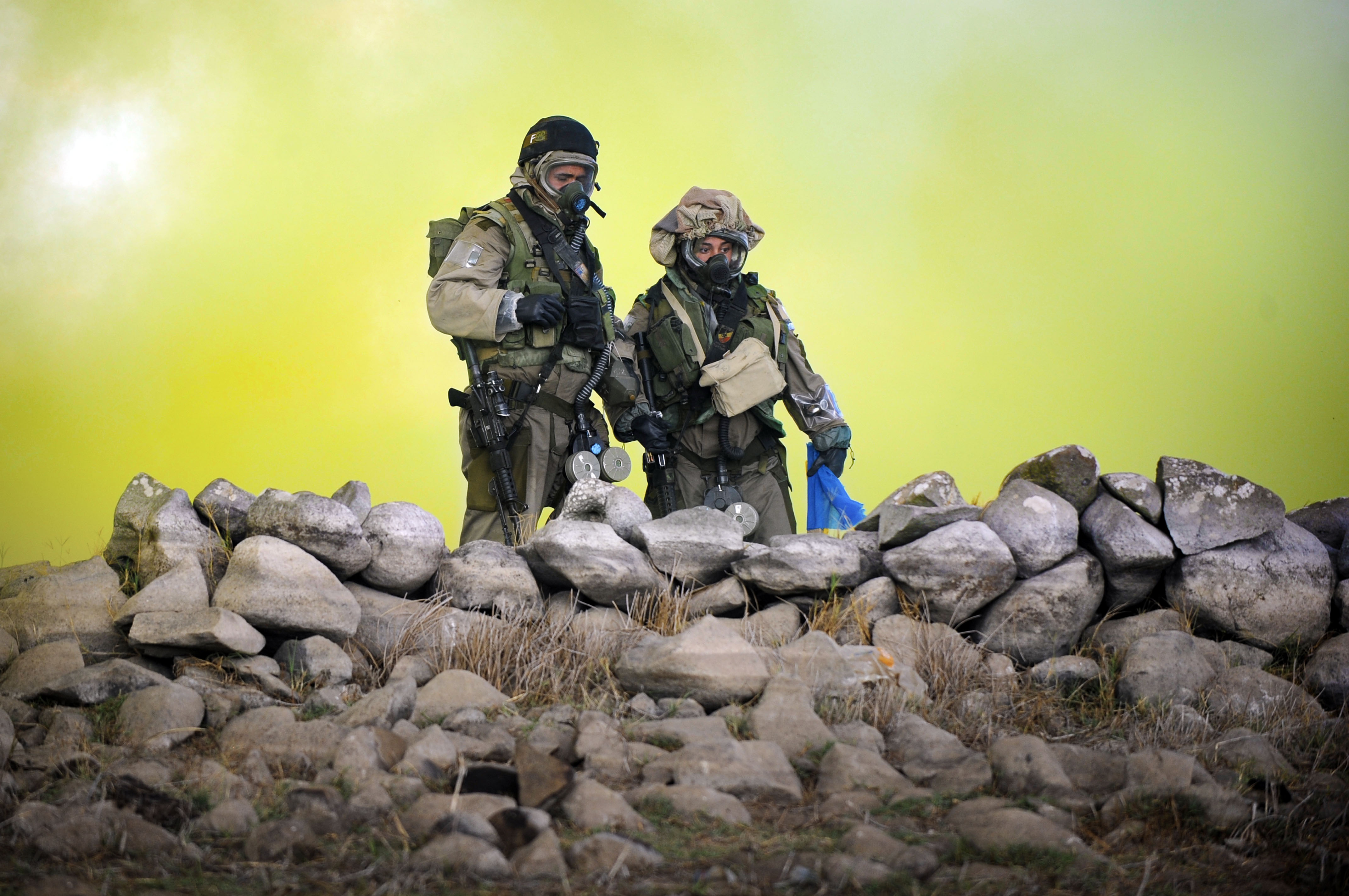

هي الوحدة المسؤولة عن قاعدة التدريبات الهندسية في سلاح الهندسة بالجيش الإسرائيلي. وهذه المدرسة تمثل قاعدة التدريب الأساسية والموجودة اليوم في (تسوفى عوفدا). وتم نقل القاعدة إلى (ادورويم) خلال تسعينيات القرن العشرين .
تتمثل مهمة هذه المدرسة في تأهيل جنود سلاح الهندسة في صف المعدات العسكرية (ذات التأهيل حمل البندقية 5)، وبعد ذلك تدريب متقدم على حمل معدات عسكرية ذات التأهيل حمل البندقية) 6 (ويعلى مستوى حاملى البندقية حتى 7). بالإضافة إلى تأهيل مقاتلي سلاح الهندسة على زرع الألغام وتفجير الجسور وإزالة العوائق الهندسية وأيضا تأهيلات خاصة لهؤلاء ممن ينتمون إلى فرع معدات البناء (استهداف معدات البناء)أو تدمير الأسلحة البيولوجية والكيميائية .
في المستقبل سيكون متاحا إقامة مدرسة للمفرقعات في المدرسة الهندسية . وأيضا ستنظم تأهيلات لمهمة «بلس-سيير» التي ستتدرب مقاتلي قسم الدوريات في سلاح الهندسة .

فروع المدرسة الهندسية العسكرية الاساسية:
- اولا فرع التدريبات الاساسية:
- تدريب المقاتل المستجد

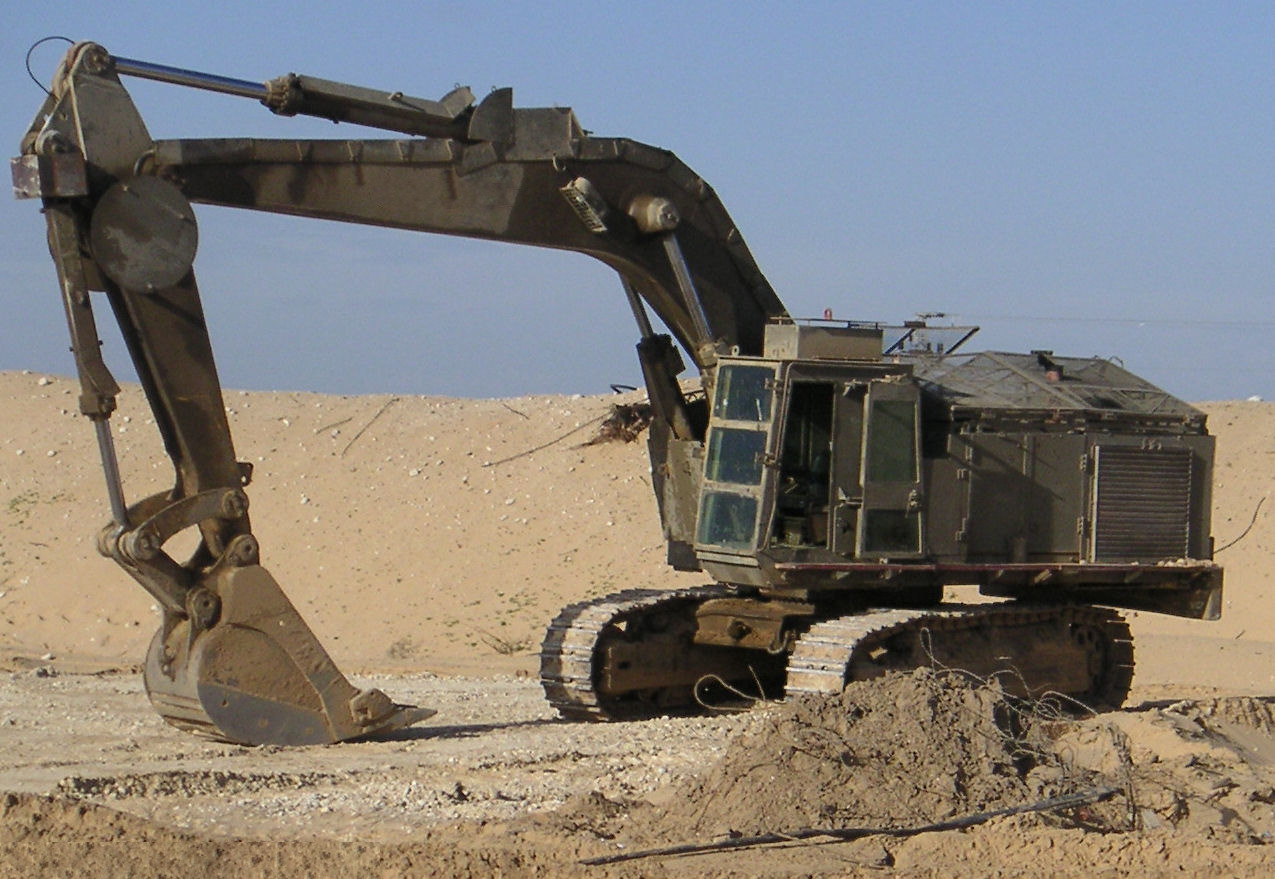
حفارة مدرعة عسكرية خاصة بكتيبة الكيمياء والبيولوجيا.

- سرية مستجد كتيبة أسف المتفرعة من أوفق
- سرية مستجد كتيبة لهف المتفرعة من برقان
- سرية مستجد كتيبة همحص المتفرعة من جعش
- سرية مستجد لكتيبة البيولوجيا والكيمياء الذرية
- سرية مستجدين تومخال
- تدريب متقدم
- سرية تدريب متقدم لكتيبة أسف
- سرية تدريب متقدم لكتيبة لهف
- سرية تدريب متقدم لكتيبة همحص
- فرع الوظائف
- قسم الألغام والتفجيرات
- قسم المدرعات
- قسم معدات البناء
- دورة إرشاد سلاح الهندسة والغاز (البيولوجيا والكيمياء الذرية)
- (الآن يؤهل أيضا مرشدين شباب في البرنامج)
- كتيبة القيادة (كتيبة 614)
- سرية الصقر
- سرية النورس (تشمل الغاز)
- سرية النسر
- سرية سلاح الهندسة للطلبة - إنهاء دورة الطلاب لضباط سلاح الهندسة

بالإضافة إلى أن تأهيل سلاح الهندسة يقدم تدريبات عامة للوحدات المقاتلة في الجيش الإسرائيلي، وفي الأغلب يدرب سريات المفرقعات والهندسة لوحدات سلاح المشاة المختلفة، وأيضا محاربي الوحدات الخاصة المطلوبين لمهارات تخريببية أساسية . وبالإضافة إلى ذلك إرشاد الجنود المندرجين تحت متيبة يوبيل 614- يستخدم الجنود في عمليات خاصة بالإضافة إلى خروجهم لتنفيذ عمليات حقل أمنى، ويساعدون القوات في المناطق المحتلة . وقد قامت القوات في هذه الكتيبة بتفجير مبنى برج التجارة في نتسريم.

### وحدة الوحدة الهندسية للمهام المتخصصة
وحدة يهليم

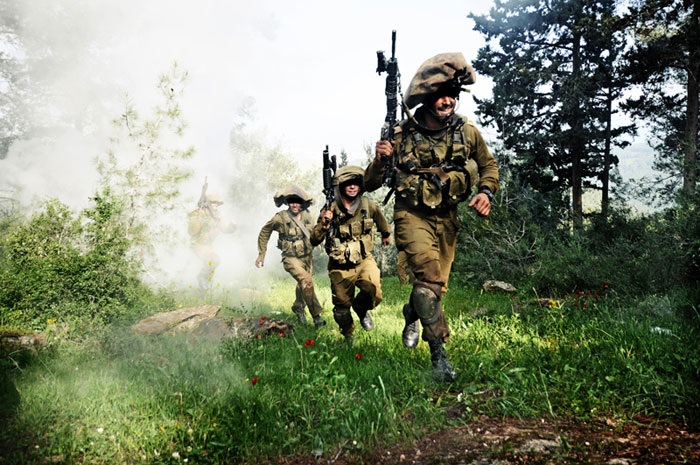
محربى من وحدة يهليم

وتعنى وحدة هندسية خاصة للمهام الخاصة . وهي تعتبر الوحدة الأعلى في سلاح الهندسة . هي المسئولة عن الهجمات التخريببية الخاصة مثل تفجير هندسي مائي، إيقاف المفرقعات التخريبية، والمواد الحساسة المتفجرة بصفة خاصة، والتخلص من القنابل وتوفير الانفاق والمخابئ وتطوير وسائل التخريب وأيضا الإرشاد وتطوير الطرق الهندسية للتخريب. وتنقسم الوحدة لعدة سرايا:
- سرية يائيل (مهمات هندسية خاصة) كوماندوز ومخابرات هندسية وخبراء تدمير وتخريب ومواد متفجرة.
- سرية قنابل - التخلص من القنابل،
- التخلص من القنابل الهوائية: يعمل إلى جانب سلاح الجو الإسرائيلي.
- المخابئ والأنفاق والمسئولة عنهم .
- الصاعقة، سرية الإنسان الآلي.
- منحدر ثلجي نسرية متخصصة في التفجير السريع والبطئ.

بالإضافة إلى هذه السرايا، يوجد المزيد من السرايا التي تختلف أهدافها والسرايا التي تنمسك بالقوة في الوحدة (المدرسة المسئولة عن التدريب والتأهيل والتخطيط والتطوير والمعدة لإبطال مفعول القنبلة. وتعتبر الوحدة الهندسية للمهمات الخاصة واحدة من الوحدات العليا المتميزة في الجيش الإسرائيلي، ومعظم عملياته متنوعة ويترأس الوحدة قائد ضابط من سلاح الهندسة برتبة عميد.

### وحدة الفتح

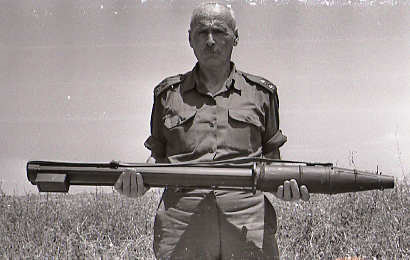
دافيد لسكوف مع قذيفة من صنع وحدة الفتح

في سنة 1957 تم تعيين (دافيد لسكوف) رئيس لكنائب سلاح الهندسة. أنشا مجموعة لسكوف التي كان هدفها تطوير وسائل قتالية لسلاح الهندسة. وبمرور الأيام تحولت فرقة لسكوف لوحدة فتح الموجودة والتي تعمل حتى الآن في صفوف الجيش الإسرائيلي في إطار القوات البرية .
وتعتبر هذه الوحدة في الأغلب المسئولة عن تطوير جسم الاسطوانات ومنظومة (الضوء الثمينة) وصواريخ الذئب التي تم تفعيلها اثناء حرب الاستنزاف وأصيب إحداهم، وقتل لواء أركان حرب مصرى . وكان «دافيد لسكوف» قائد الوحدة لعدة سنوات كثيرة . وخدم حتى وافته المنية عن عمر يناهز 86 عاما (كان أكبر الجنود في الجيش)خطط لسكوف العديد من الجسور والحصون من أجل سلاح الهندسة ومعظمهم تم وضعهم بنجاح في المنطقة . أاثناء تلك الفترة خرجت الوحدة فتح من سلاح الهندسة إلى قيادة أسلحة الجبهة.

## طرق
وسائل سلاح الهندسة القتالي:

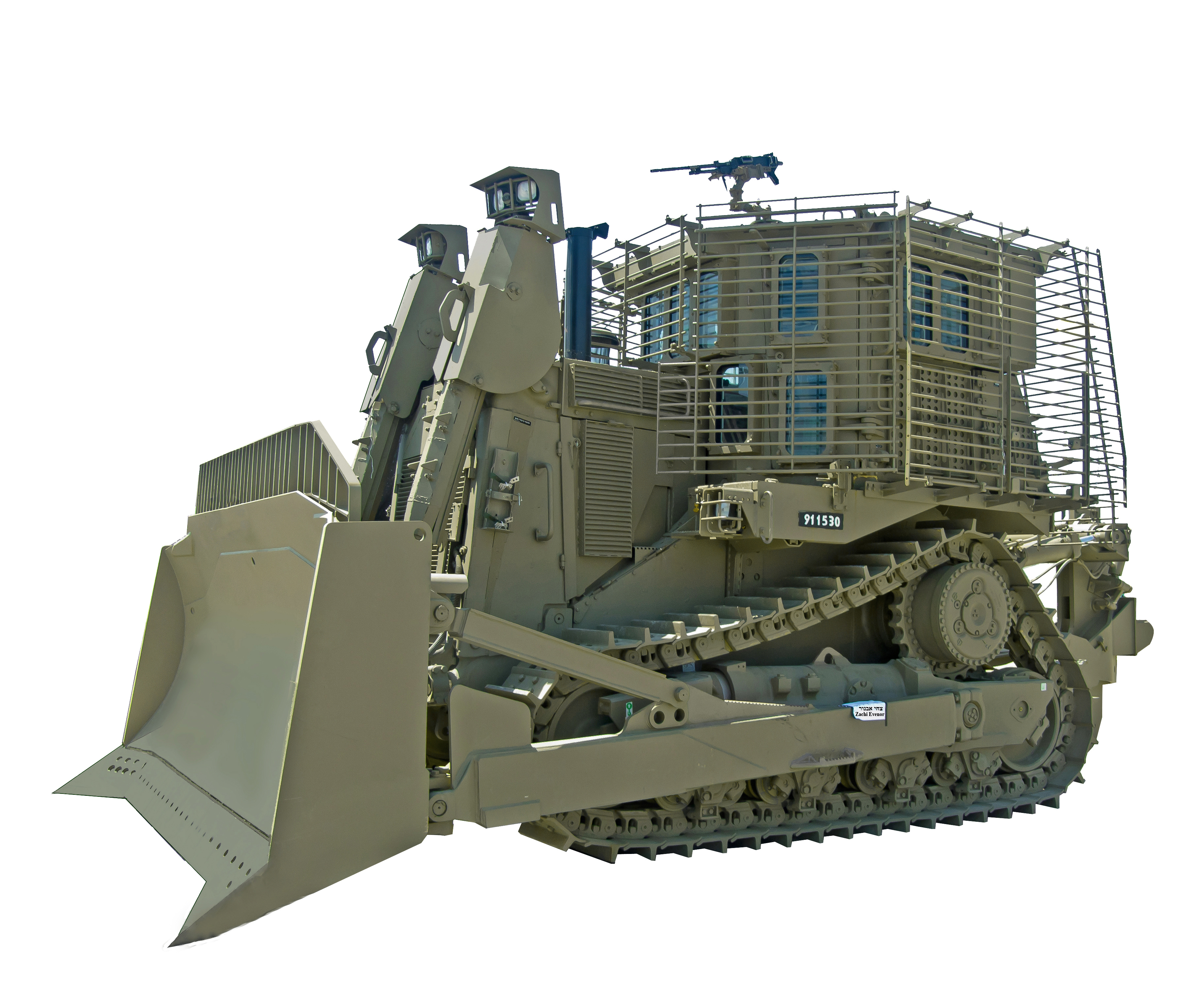

يتميز سلاح الهندسة القتالي بأنه أحد الأجهزة الفعالة للقوات البرية. وبالتحديد سلاح خفيف والمركبات القتالية المدرعة مثل المشاة. وكذلك أيضا سلاح معدات البناء والهندسة، أدوات الجسور والعبور وأدوات إزالة المفرقعات وأدوات اختراق حقول الألغام وزرع الألغام ووسائل التخريب وأدوات الدفاع في الحرب الكيميائية البيولوجية.
السلاح الرئيسي لمقاتلي السلاح الهندسي: هو بندقية إم-4 القصيرة المقاتلة بندقية إم-4 القصيرة فلات_طوف. ويستخدمها الجندي عندما يكون بالقرب من تجمع القوات حتى تخرج بنادق CAR-15 (موجزا) M-16A2 جليل. ويضاف إليهم التسليح القنابل والرشاشات وبنادق القنص وبنادق بارت בארט M82A1 وصواريخ مضادة للدبابات.
يعرف سلاح الهندسة المركبات المدرعة للأفراد وتستطيع إزالة العوائق الهندسية. ها هي المركبات المدرعة الهندسية ذات الركيزة المتقدمة على أمر من قائد الصهريج. وتعد كل من المركبات المدرعة وإزالة العوائق الهندسية محفوظة بحظر بالغ .ومجهزة بوسائل هندسية متقدمة (مرتبة حسب حجمها). .بالإضافة إلى مقر الخدمة في سلاح المركبات المدرعة هو من نماذج "نقفدونו-"M-113" في خدمات هذه المقرات، نجد أيضا "هنقفوما" والمركبات المدرعة الهندسية خاصة المؤسسة على هنقفدون. بالإضافة إلى ذلك تعد المركبات المدرعة القتالية الهندسية التابعة لسلاح الهندسة أسلحة هندسية مخصصة وبها صوارخ للتدمير الجسور وهيئة الأدوات ومعدات البناء وبها الجرافات والحفارات والرافعات الشوكية وغيرها. ومن الأدوات الخاصة بمعدات البناء الهندسية الخاصة الجرافات دى-9 الخدمية، والتي قد كلفت بها جزء كبير في المهام في الانتفاضة الثانية.
ويعد السلاح مسؤولا عن جوانب التخريب وإزالة المفرقعات والدفاع البيولوجي والكيميائي الذرية بالجيش الإسرائيلي. وبناء على ذلك يستخدم السلاح الهندسي وسائل متقدمة ومتخصصة في هذه المجالات. وكذلك وسائل متقدمة لزرع الألغام وتخريبها. تعد أجهزة التخريب وأسلحة التفجير مستخدمة في التفجيرات الشديدة. ويستخدم السلاح أيضا وسائل متقدمة لإزالة المُفرقعات وكلها آلية على مساحة واسعة، ووسائل حماية ضد المخربين عند زرع أو إزالة المفرقعات. وكذلك أنظمة قبل زرع الألغام في وقت القتال كلها، وغيرها من وسائل الدعم المختلفة . من الصورايخ الأرضية والمدرعة الأفعي الهندسية . ويستخدم سلاح الهندسة أنظمة متقدمة للدفاع عن الجيش أثناء الحرب البيولوجية والكيميائية الذرية (سلاح لتطهير مساحات قد اصيبت). تشمل هذه الوسائل الكشف عن المفرقعات والتعرف عليها مثل (سيجل وقاديت).

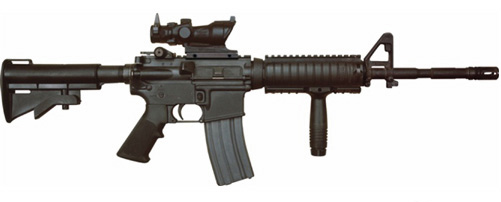
بندقية إم-4 القصيرة مقاتلة فلاط_طوف- السلاح الشخصي لجندي السلاح الهندسي
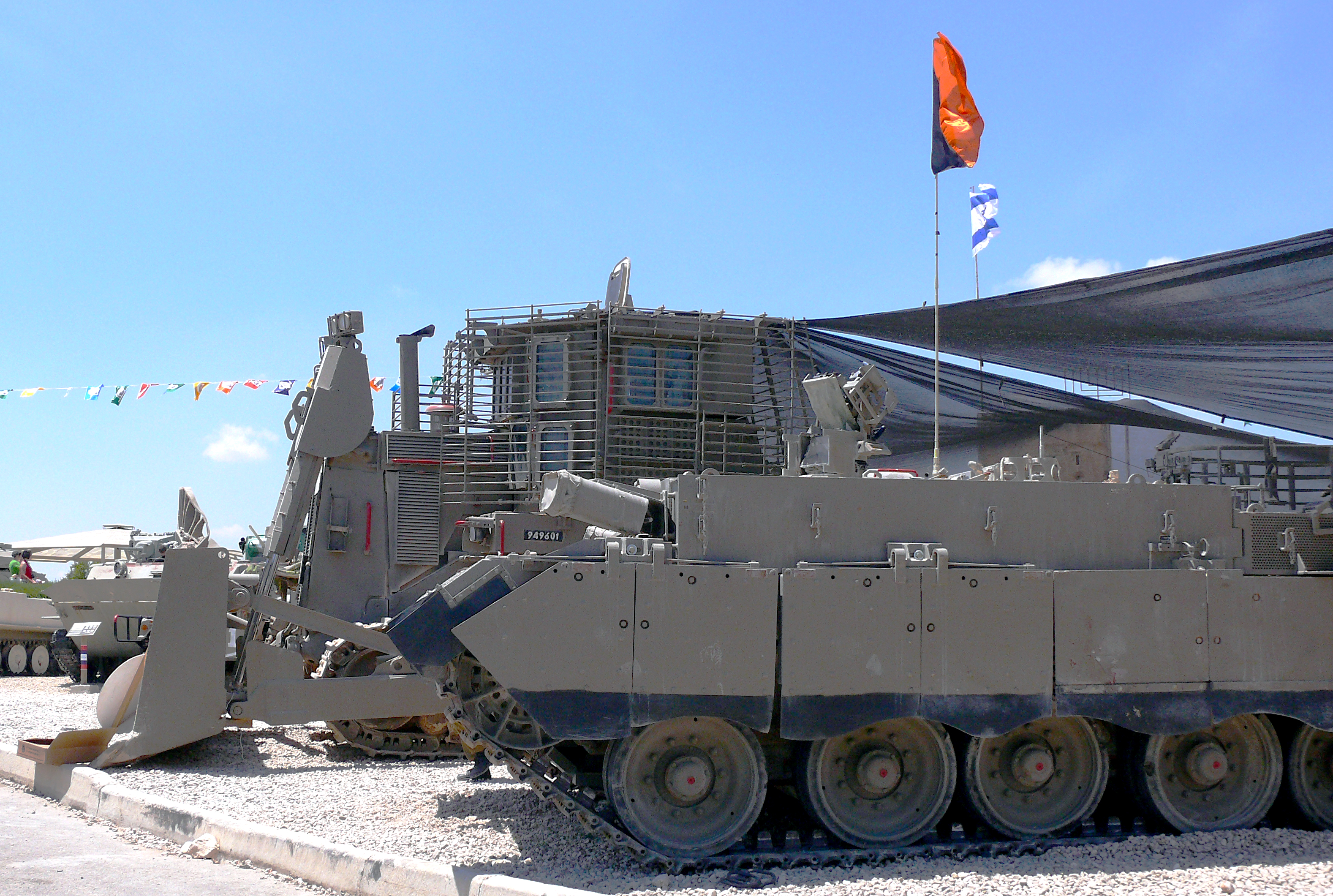
عربة مدرعة الهندسة مقطورة وجراف مدرع D9R (في الأرضية:علم إسرائيل وعلم سلاح الهندسة)
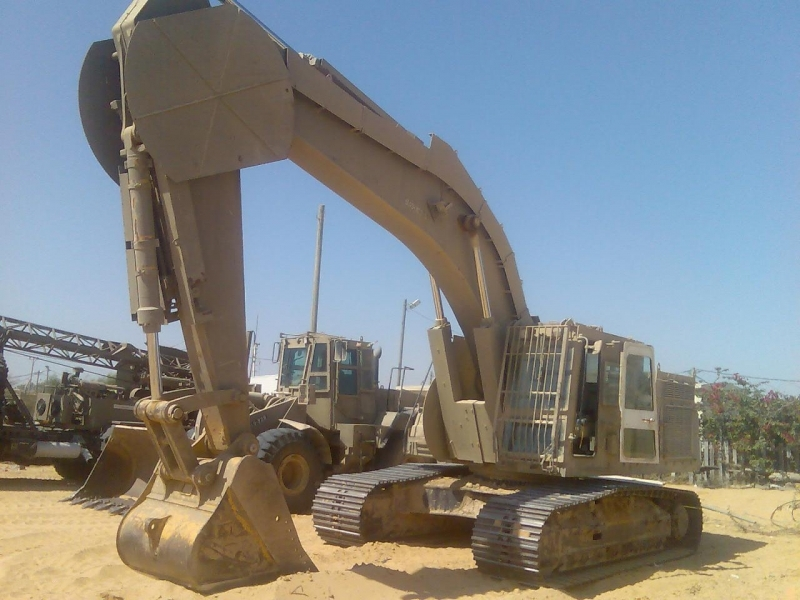
حفار مدرع ولوادر (مجرفة)
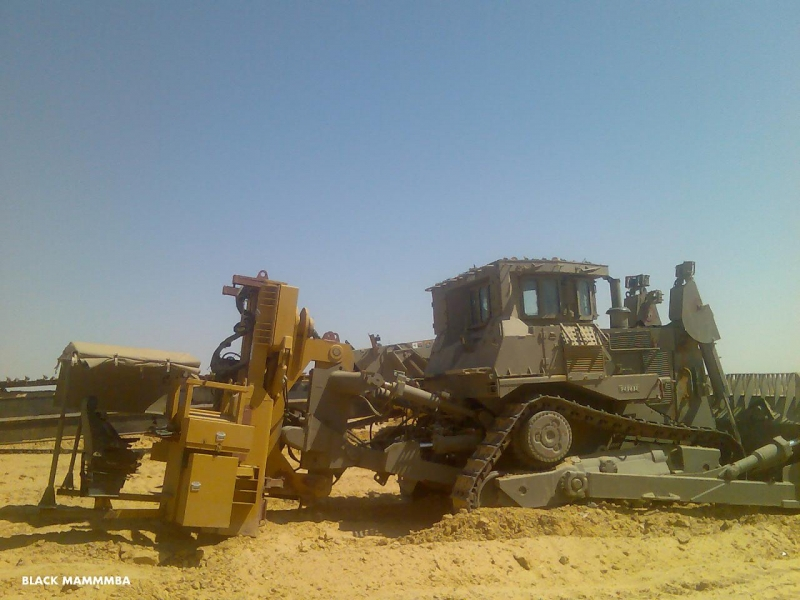
حفار مدرع D9R مقطورة إختراق لموقع بالنفق
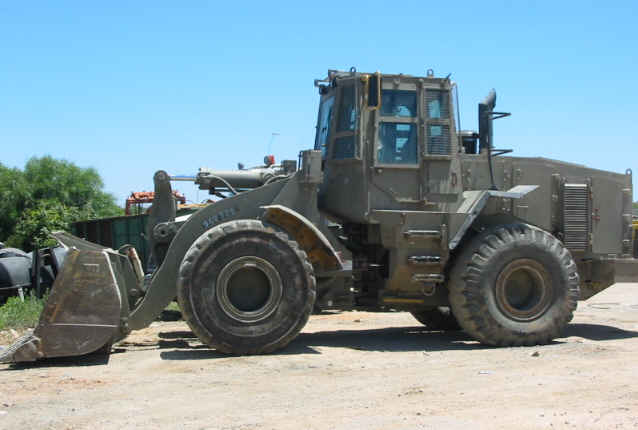
مقطورة مدرعة من نوع 966G
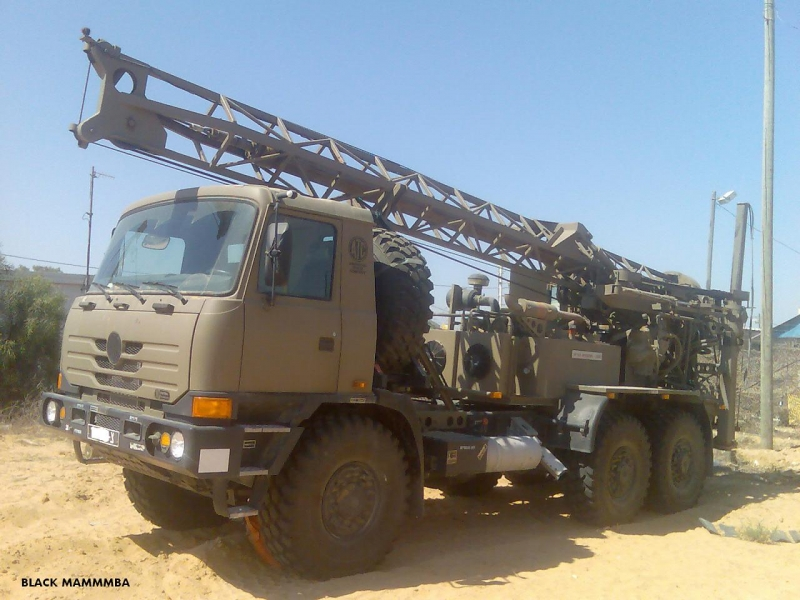
مقطورة دريلر:حفر ثقوب على أعلى شاحنة مقطورة
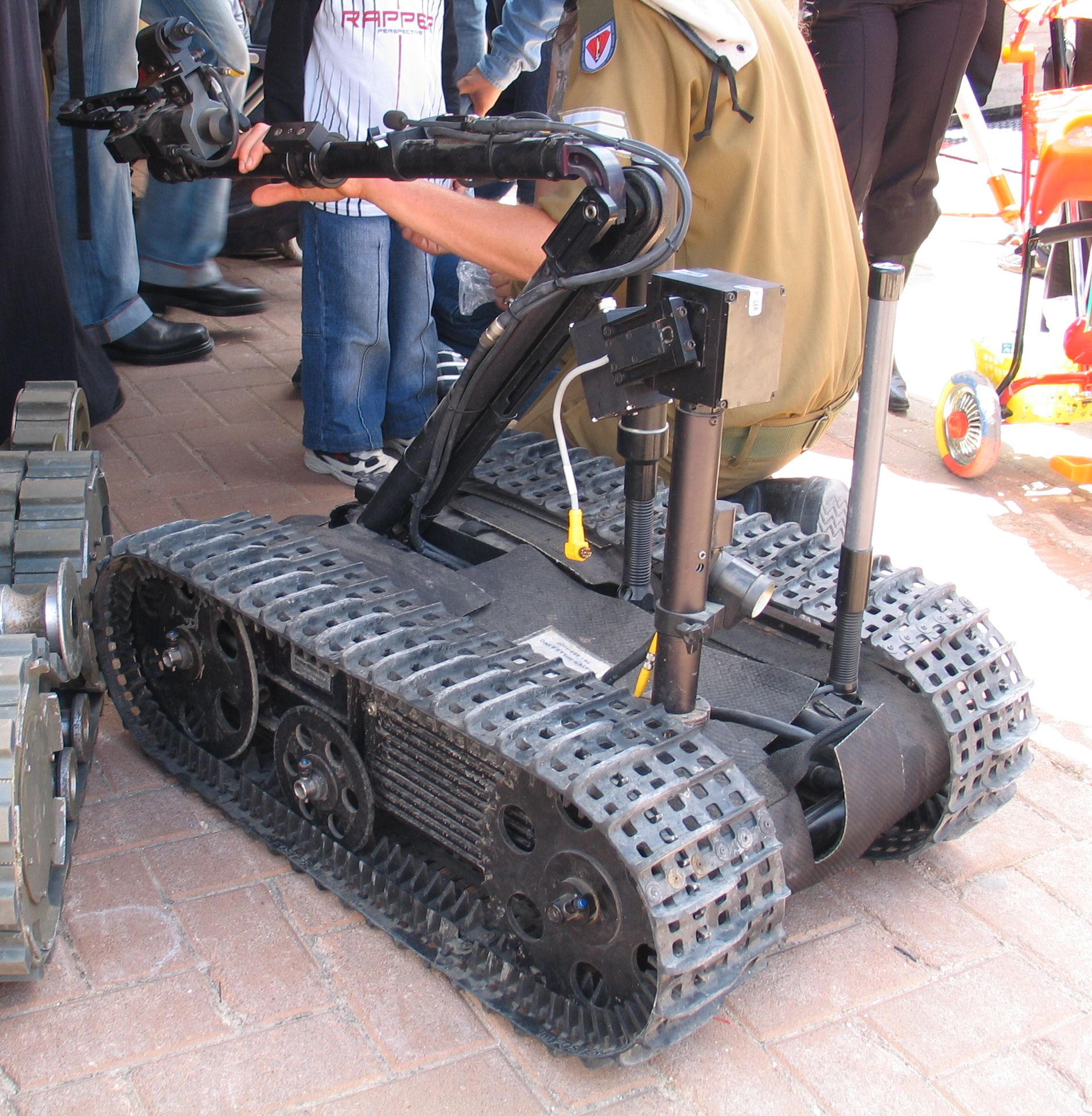
روبوت ل وحدة يهليم
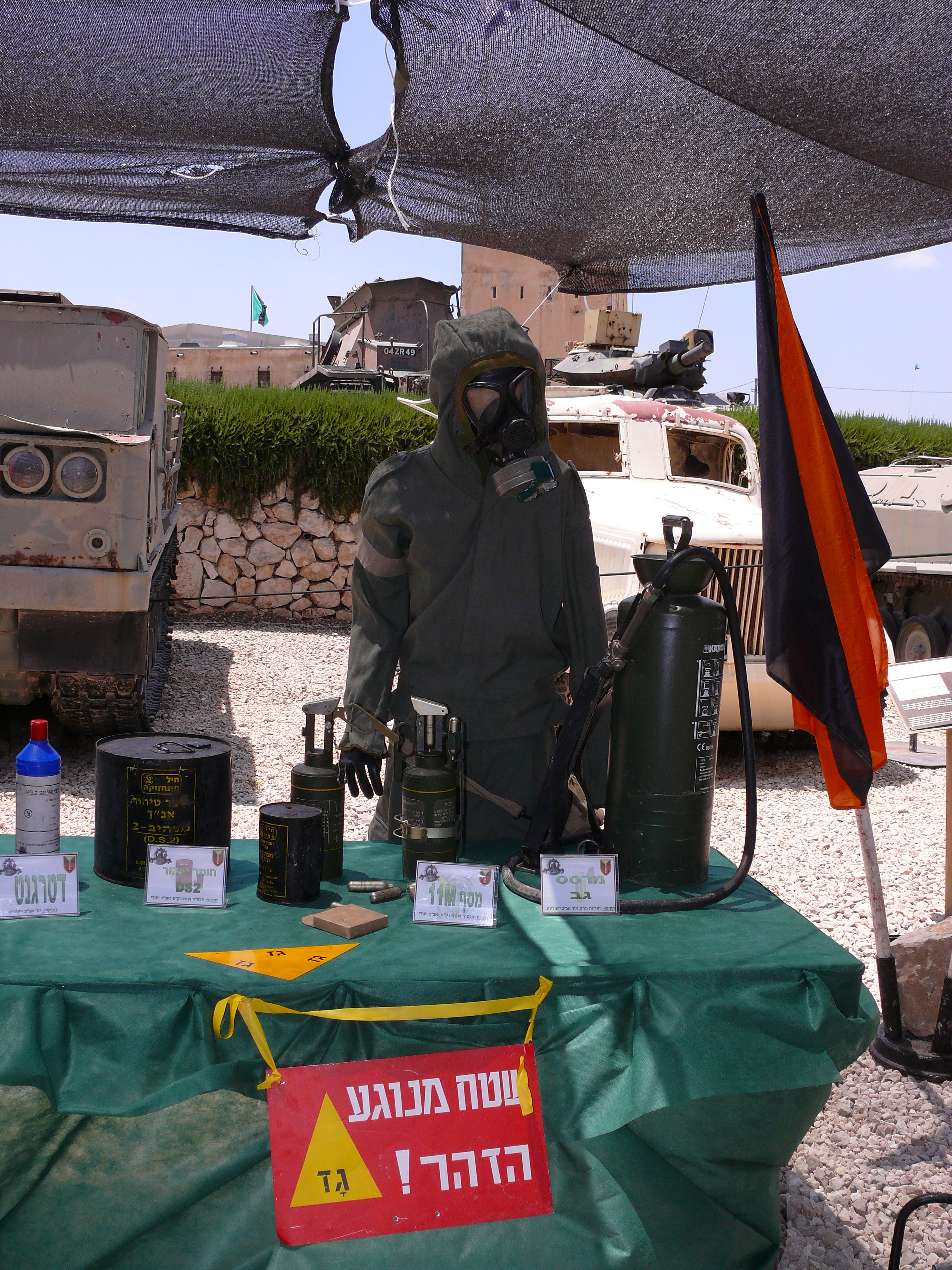
وسائل الدفاع سرية معدات البناء

## ضابط سلاح الهندسة
لضابط الهندسة الرسمى في الجيش الإسرائيلي وظيفة محددة:
1* هو موظف للسلاح الهندسي القتالي والمسئول عن ملصقات الإرشاد للجيش الإسرائيلي .وبناء القوة الهندسية وإمعان النظر في مهامه .
2* هو الضابط المسئول عن كل المهام الهندسية في الجيش الإسرائيلي ووظيفته في هذا النطاق هو الخروج بحلول هندسية للأوضاع في ساحة القتال وإدارة المشاريع الهندسية القائمة .
ضابط سلاح الهندسة الرسمي هو ضابط بدرجة عميد، ويدرب كضابط بسلاح الهندسة، ويكتسب محاولة تنفيذ عمليات وحروب . يخدم معظم ضباط السلاح الهندسيين الرسميين
كموظفين في المدرسة الهندسية العسكرية قبل توليهم ضباط السلاح الهندسي .

### ضباط السلاح الاساسيين
| اسم                       | مدة الوظيفة   | ملاحظات                                                       |
| ------------------------- | ------------- | ------------------------------------------------------------- |
| عميد عمونأل شحر           | 1954-1948     | أسس سلاح الهندسة في حرب 1948                                  |
| العميد أفريم لهف          | 1958-1954     | عملية ناجحة، عملية عموره                                      |
| العميد هلل ال_دأج         | 1964-1958     |                                                               |
| العميد ألحنان قليين       | 1969-1964     | حرب الأيام الستة (نكسة 67) إبنه يوسف قليين سقط في حرب الغفران |
| العميد يرحمال دورى        | 1972-1969     | حرب الاستنزاف، إبنه رئيس الأركان العامة الأول يعقوب دورى      |
| العميد إسحاق بن داف       | 1976-1972     | حرب الغفران (حرب73)                                           |
| العميد أريه جولن          | 1976-1979     |                                                               |
| العميد أجيشى كيتس         | 1983-1979     | عملية سلام الجليل                                             |
| العميد يهودا كوهين        | 1985-1983     |                                                               |
| العميد إييل يوسف          | 1989-1985     |                                                               |
| العميد يشى دوتان          | 1992-1989     | حرب الخليج صاحب التخطيط الرائع                                |
| العميد إيتان ليدور        | 1995-1992     |                                                               |
| العميد إيلى طولدنو        | 1999-1995     |                                                               |
| العميد اأفراهام بن دور    | 2003-1999     | الإنتفاضة الثانية                                             |
| العميد شمعون (شيمي)دانيال | 2007-2003     | حرب لبنان الثانية                                             |
| العميد موشيه شلى          | 2007-2011     | عملية الرصاص المصبوب                                          |
| العميد يوسي مورلي         | 2011 حتى الآن | الضابط الرسمي الحالي                                          |

## تاريخ السلاح

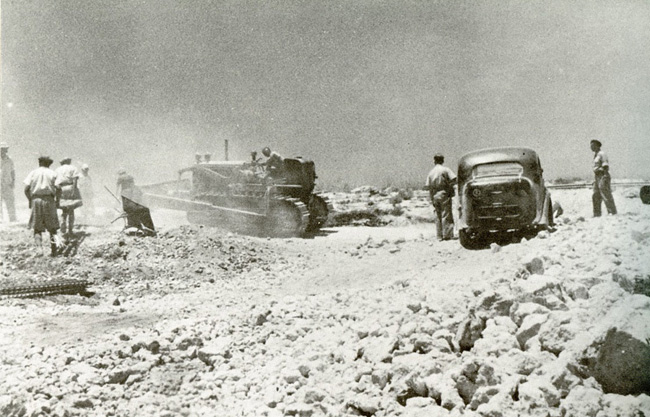
حفار السلاح الهندسى يقتحم طريق بورما الإسرائيلي

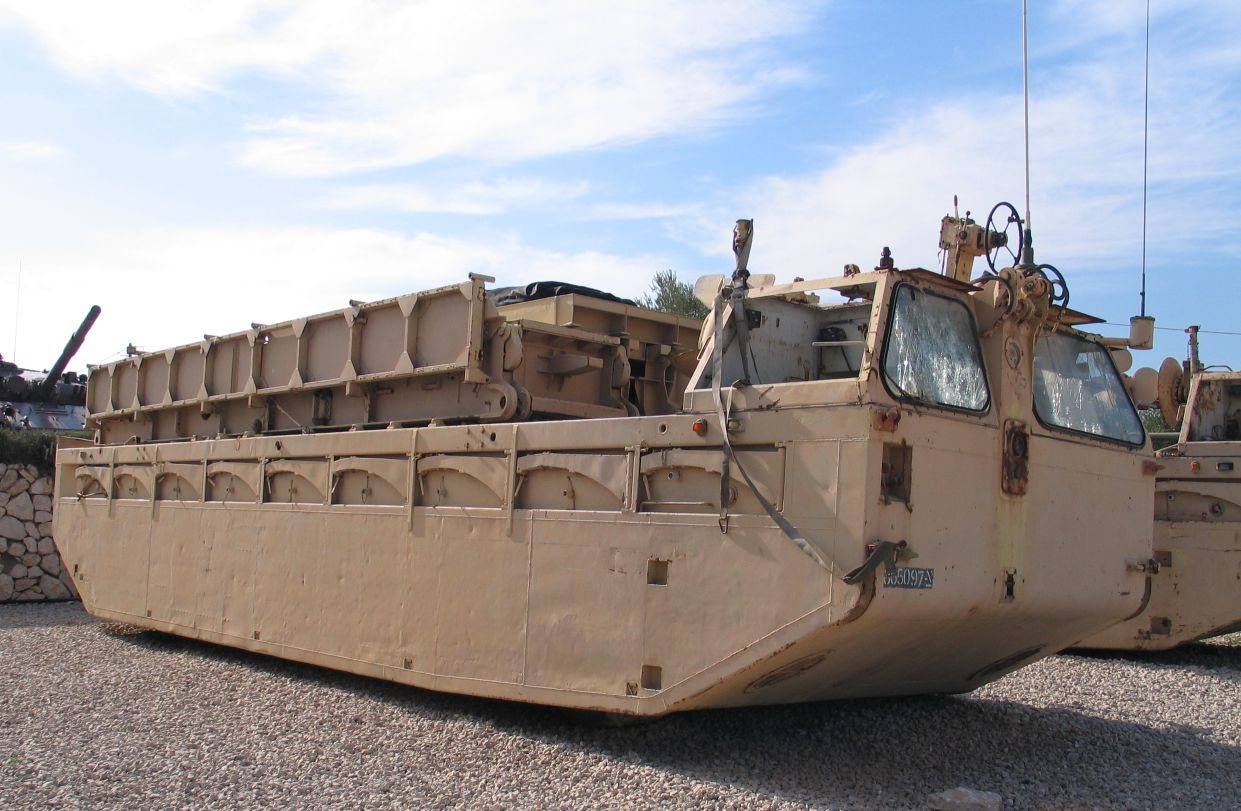
"تمساح" (زيئولا) - وقد لعبت البارحة دورا حاسما في تمكين قوات الهبوطفى الضفة الغربية لقناة السويس في-16 أكتوبر 1973

كتيبة لهف 603 ل سلاح الهندسة القتالى تقتحم مبنى ارهابى فيفي عملية عوفرت بتصقا

أقام (عمنوأل شجر) سلاح الهندسة في عام 1947. وقد كانت مهمته الأولى قائمة على قوات الهندسة، بناء وتخريب تابعة للهاجاناه واللواءات اليهودية التي خدمت في سلاح المهندسيين الملكي البريطاني. في حرب 1948 قسم السلاح إلي مجموعتين: خدمة . «خدمة الهندسة»(والمسئولة عن جانب الهندسة القتالية من (التدمير وزرع الألغام وتفجير الطرقات والتمويه): وسلاح «خدمة التعبئة» (المسئولة عن بناء محطات المواقع العسكرية والبنية التحتية). في نهاية حرب 1948 اندمجت الخدمتين . ففي الحرب عهد سلاح الهندسة بوظيفة هامة: وهي تفجير الجسور على نهر الأردن وفي جنوب فلسطين، وبذلك ساعد في كبح التقدم العربي والجيش المصري للعاصمة فلسطين. في النهاية، حمل سلاح الهندسة جزء هام في معركة القدس. وذلك عندما فجر طريق (بورما)بوسائل بدائية مما ساعد في النصر . حدث كهذا دٌون بإقامة نصب تذكاري (طريق البطلة)القائم في غابة حولدا . وقد حمل السلاح على عاتقه جزءاً بكل حروب إسرائيل في هدم الطرق وبناء التحصينات. في إحدى العمليات الهامة، أخذ سلاح الهندسة جزء اساسي لزيادة غنيمته الكثيرة من الجيش المصري المتراجع وذي البنية التحتية المنهكة في سيناء، ويطلق عليها (عملية عامورة والتي صعدت فيها كتائب لأول مرة من نوعها في الجيش الإسرائيلي في طرفة عين.
في ستينات القرن العشرين، قام جنود سلاح معدات البناء بواسطة الجرارات والجرافات (جزء منه مدرع والاخر لا) بشق طرق سكنية تحت نيران المعركة مع السوريين. وبناء على ذلك حصلوا على العديد من الأوسمة كنوط للشجاعة في حرب ستة أيام (نكسة 1967. ملأ سلاح الهندسة جانب هام في تفجيرات على هضبة الجولان وتطهير القدس والمرتفعات من الألغام المزروعة من القوات العربية. وبالمقربة من عمق دوتان تطوعت قوات الهندسة في مساعدة قوات المدرعات في الهجوم من جنوب جنين، والقذف تحت نيران المدفعية. حارب جنود سلاح الهندسة بضراوة إلى جانب الدبابات كجنود المشاة والمدرعة ولم يتنحوا جانبا . في حرب الاستنزاف كان سلاح الهندسة المسؤول عن بناء وتقديم الدعم لخط بارليف وذلك بتحصينات ومعاقل على طول قناة السويس. وقد صمد الخط بالمدفعية الكثيرة والتحصينات التي أنجت حياة الكثير من الجنود . وبناء على ذلك حصل سلاح الهندسة على جائزة أمن إسرائيل عام 1969.
في حرب الغفران (1973)، حمل سلاح الهندسة جزء كبير في صد هجوم القوات العربية وبانتقال الحرب إلى أرض العدو. في المنطقة الجنوبية، حمل سلاح الهندسة جزء رئيسي وطبيعي، وفي عملية افيرلف لاجتياز قناة السويس. نقلت قوات العبور التابعة لسلاح الهندسة، والتي استعدت للعملية من 1968، دبابات وقوات المظلات لالضفة الغربية بوسائل تحدثنا فيها، وأقامت 3 جسور (مكنت من الدعم تحت خطوط النار)ورغم وسائلها لم تنجح قوات الجيش الاسرائيلى في حصار الجيش المصري وجعله يخضع لهم. وبهذا عبرت قوات الجيش المصري وجنوده البواسل خط بارليف الحصين وهدمته وكانه لم يكن ولم يكن أي فرد في إسرائيل كلها ليتوقع هذه الفكرة العبقرية لأستخدام مياة قناة السويس نفسها لعبورها.
في الجبهة الشمالية، معركة العوائق حيث قدم سلاح الهندسة مساعدة لوقف تقدم السوريين . وقد عرقلت قوات السلاح الهندسي تدافع السوريين بتفجير الطريق للمدرعات . في حمرون«جبل الشيخ»، استطاعت سلاح معدات البناء والتحصينات والجرافة دى_9 الإسرائيلية تفجير طريق حرمون المشيد، وذلك حينما نجحوا في تفجير طريق حمرون (ذو القمة العالية جدا عن جبل حمرون). وقد عرف السوريون أنه بتدمير طريق حمرون المشيد تكون قد احتلت الجولان (بذلك أصبح سلاح المركبات الذي منع الوصول لقمة حمرون).
في بداية الثمانينات من القرن العشرين، بدأ السلاح الهندسى في تقديم الكل من خلال معرفة خطر خروج جنوده في نفس العمليات . كنتيجة لذلك نتج مركبة مدرعة للافراد لإزالة العقبات الهندسية وتنظيمات معطاه لسلاح المعدات والبناء والتحصينات . في تسعينيات القرن العشرين اجتهد السلاح الهندسي في التكثيف وبناء القوة في حين انتقال الطرقات الرئيسية إلى المدرسة الهندسية العسكرية 14 المؤسسة على يد «كوفى عوفدا».في جنوب إسرائيل ألحقت وحدة الهندسة الخاصة للمهام الخاصة في المدرسة الهندسية العسكرية.
في الانتفاضة الفلسطينية الثانية، قامت الجرافات المدرعة دى-9 التابعة لسلاح الهندسة بجانب معروف في العمليات في الأراضي المحتلة : من فتح الطرقات وتدمير بيوت المخربين (تحت ضغط القدر)وتنقية التيارات القليلة .في حالات معينة، كانت الجرافات لاتمثل فقط عنصر مساعد حتى إذا سببت الخضوع .بالإضافة إلى ظهور الجرافات في العمليات، وكذلك في وحدات إزالة الألغام والتي شلت حركة شاحنات المخربين، كتيبة هحمص 605 والتي قامت بتنويه في عملية السور الواقي، وكتيبة لهف 603 والتي ظهرت في الحرب على قطاع غزة.
في حرب لبنان الثانية، فجرت قوات الهندسة تحصينات لقوات المشاة والمدرعة، وإخلاء سبيل مضامير الشحنات مع تصاعد استمرار القتال دى-9 على عبوات ناسفة إلى 500 كيلو متر ذات الانفجار الشديد. وهكذا في نهاية معركة مارون –أ-رأس اطلقت قوات الكتيبة 601 مدرعة التفجير (مدرعة الافعى الهندسية)على قرية القصبة، وبذلك توسعت للداخل مع مقتل العشرات من المخربين . دمرت قوات السلاح الهندسة مقرات مشيدة ونظامية لكتائب حزب الله. وأسفرت هذه العملية عن 7 قتلى هندسيين و2 من الجنود . في عملية الرصاص المصبوب دمرت قوات الهندسة معدات لقوات المشاة والمدرعات.و جرافات دي-9 والتي تمت قيادتها بواسطة قوات الهندسة لإزالة العبوات الناسفة، وصواريخ مضادة للدبابات . كذلك بصورة عامة لم يكن هناك ضرر ملحوظ . قامت قوات الهندسة الخاصة بتحييد مئات العبوات الناسفة ودمرت أنفاق تحت الأرض. دمرت كتائب السلاح الهندسي النظامية والقوات الاختياطية فيما يقرب من 600 مبنى ملغمين ومبانى معظمها استخمت للأعمال الإرهابية عن طريق الجرافات والمواد الملتهبة (عبوات ناسفة). ونتج عن هذه العملية قتل جندى للوحدات الهندسية ذات المهام الخاصة على يد أحد المخربين.
في 2010 كلف سلاح الهندسة وبخاصة السرية المختصة بالبيولوجيا والكيمياء الذرية (تصما)601 وتصما ايوشن القسم الخاص بوسائل إطفاء الحريق بكرمل 2010، عندما أرسلت عشرات الكتائب العسكرية الهندسية الجرافات المدرعة للمساعدة في إخماد النيران. في السنوات 2011/2012 تحول يهليم (وحدة هندسية خاصة بالمهام الخاصة)إلى إحدى الوحدات الفعالة في الجيش الإسرائيلي . خاصة في عمليات الحرب ضد الإرهاب وإزالة المفرقعات. هذا الأمر تمثل بين مسألة تغطية إعلامية للوحدة وبالعلاقات العامة في الجيش الإسرائيلي، كدليل على أهميتها ووضعها في الوضع الراهن. فقد السلاح 618 جندي مُنذ انشائه حيث سقطوا في معارك إسرائيل واثناء تاديتهم وظيفتهم.

## النشيد الرسمي للسلاح
كان النشيد الرسمي لسلاح الهندسة القتالي حتى عام 2000 (اذهب في أعقاب الفضة)«ليخ بعقفوت هكسوفيم». في عام 2002 كتب ولحن ايف جولن النشيد الرسمي الجديد. وتم نشر النشيد بأداء«نييط طييف» حينما كان جنديا بالسلاح وهو بعنوان«ولد النجم والمشهور». يربط النشيد عامة الوحدة التركيبية لهذا السلاح (الوحدة الهندسية للمهام الخاصة في تاجه، في نكوينه أدوات معدات البناء والهندسة، لكتيبته الخاصة المسئولة عن زرع الألغام والتخريب وإزالة الألغام، وأضاف عسكري هندسي في البيت الأول، كل أعضاء البيولوجيا والكيمياء الذرية، يظهر مهمتهك ...). ووظيفة السلاح في الاختراق برغبته في شعار سلاح الهندسة القتالي –أساسية دائما. ولون قبعة السلاح الهندسي-«الفضي»-طبقا لما هو معروف في الجيش الإسرائيلي.
كلمات النشيد "מילות השיר "המנון חיל ההנדסה הקרבית في موقع שירונט
لمشاهدة الفيديو لهذا النشيد بموقع עמותת חה"ן
 

## النصب التذكاري

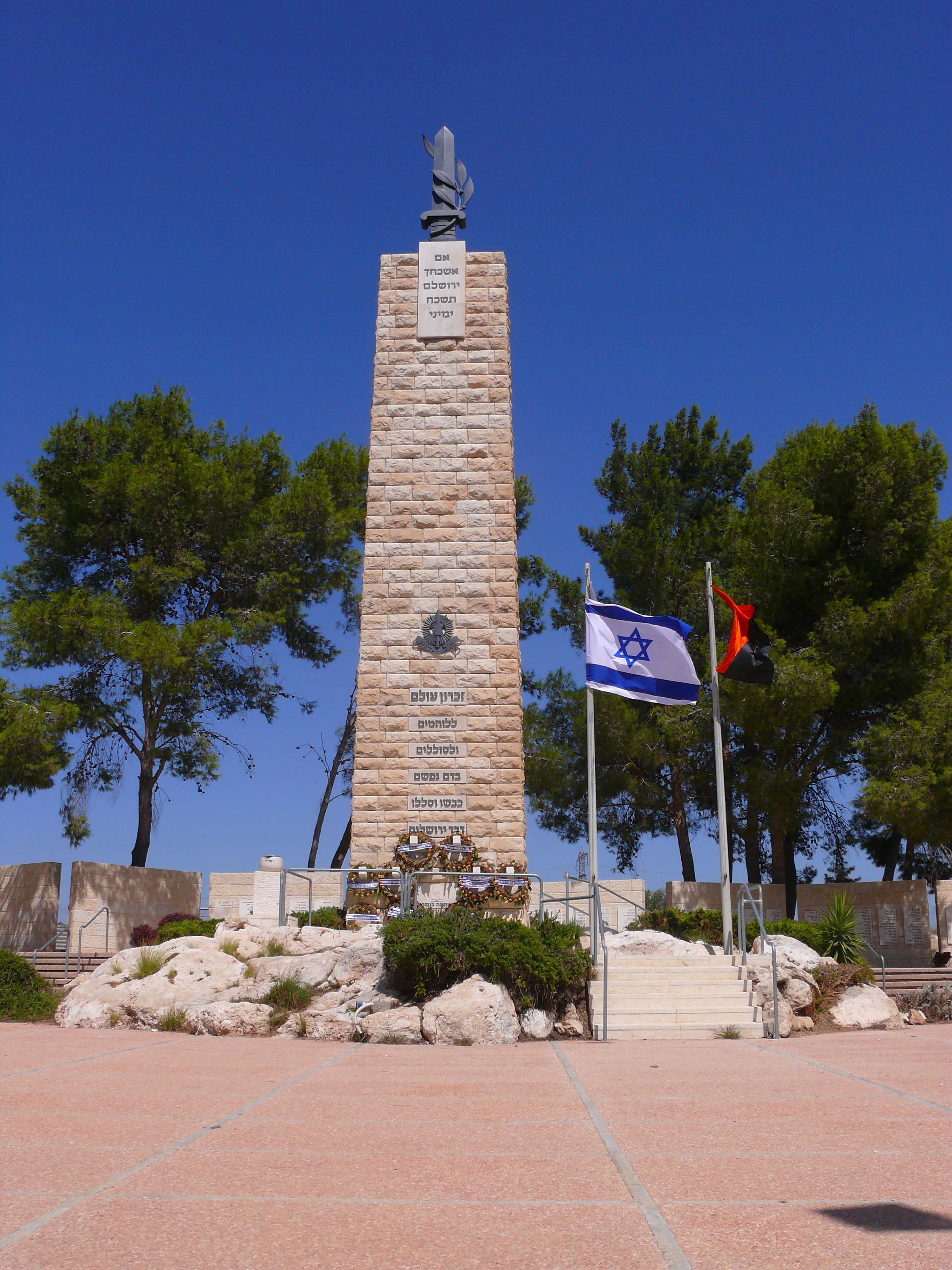
النصب التذكارى وعلم السلاح بجانبه علم إسرائيل
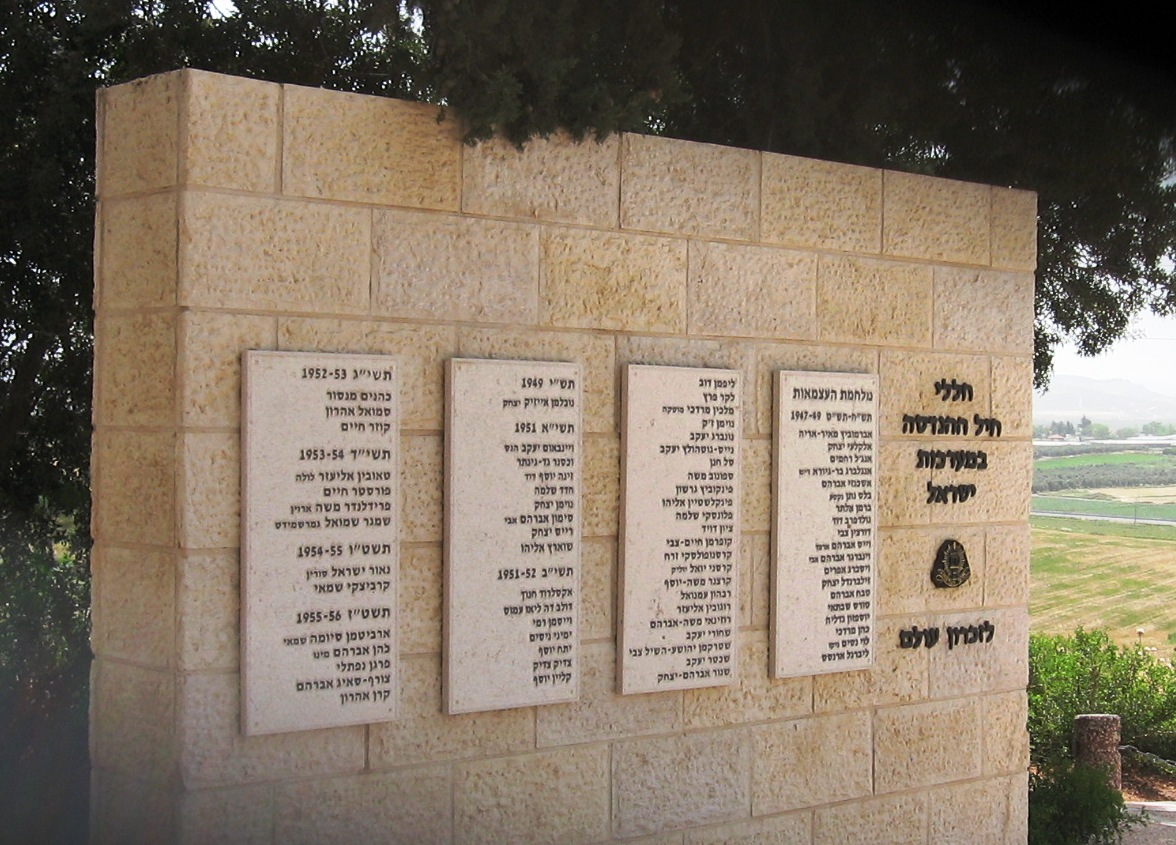
ذكرى بدأ السلاح الهندسى في المنظومة الإسرائيلية
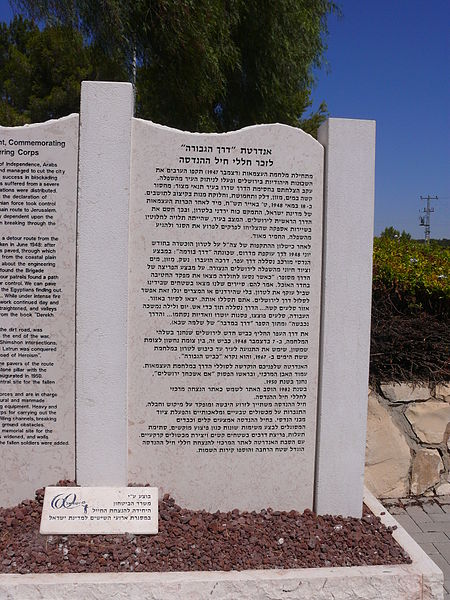
لائحة التفسير القائمة في احتفالية-60 لدولة إسرائيل

وصف استمرار سلاح الهندسة القتالي من بين موشيه داقيد إلى يعر حولداه.في عصره (موشيه دافيد) تمت عملية «طريق البطلة»، «طريق بورما الاسرائيلى». في 1950 أقيم نصب تذكاري يعبر عن تفجير الطرق وفي عام 1982 تحول إلى نصب تذكاري لسلاح الهندسة، وأضيف له جدار وبه مجموعة من الأسماء لقتلى السلاح . في 22 سبتمبر 2009 أقيم مقصورة تدل على الاستمرارية وبه حجرة ذكريات منظمة من قبل سلاح الهندسة . في المستقبل يخطط لإقامة مأذنة لسلاح الهندسة وبها حجرة للذكريات ورؤية الإرث ، وبها معارض وقاعة عرض نماذج لادوات السلاح الهندسى . في عام 2007 أصدر عضو الحكومة «مئير اشل» مداليات معدنية ، وقد طبعت الميداليات لاستمرار سلاح الهندسة القتالى في تنفيذ مهامه، وتحتوى الميدالية على رمز السلاح وعليها شعاره من جانب واحد ومحفور عليه الخدمة D9L مع عسكرية هندسية بالفضة من جانبه الأخر.

## التجنيد في السلاح

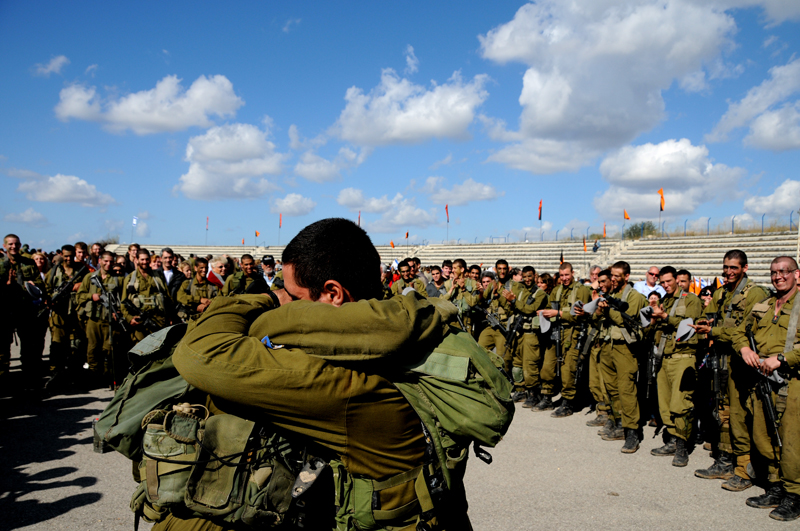
جنود السلاح الهندسى يحتضنون بعضهم وها هي قبعة السلاح وذلك بعد الأنتصار في مهمة دافيد.

تتطلب الخدمة كمحارب في السلاح الهندسي ملف عسكري 82-97، في حين أن الملف 72 كافي ليجعلك محارب أو جندي سلاح البيولوجيا والكيمياء الذرية. يكون هناك تشجيع على التجنيد واختيار السلاح كأحد الرغبات الأولى، قد كان ممكنا في السنوات الماضية اختيار سلاح الهندسة خلال الخدمة العسكرية كسلاح مفضل في بداية الرغبات في «الإدارة» بطلب بالخدمة في أي كتيبة تود الخدمة فيها وأيضا طلب الخدمة مع أصحابك .من نوع عملية تسمى «صديق يجلب صديق» أو «محارب يجلب محارب»، وفقا لمن حدثوني في القوات البرية (سيتضح فيما يلي) فعلى سبيل المثال : كل أسلحة الخدمة التي لا تنتمي للمشاة . وقد عانى سلاح الهندسة أيضا في السابق من مشاكل التشجيع للتجنيد –أي جانب هام من الخدمة العسكرية قد تم تجنيدهم للسلاح وهو على دون رغبتهم الأولى. إحدى الخطوات التي تمت في هذا الموضوع كأسلوب للتحفيز على الخدمة في سلاح الهندسة هو ايجاد زي موحد ذات لون رمادى فاتح (إلى جانب إنتاج قبعات موحدة لأقسام جنود المشاة والقوات الأخرى) ومع ذلك فهى لاتحقق المتوقع. وقد تم تعليق بعض التعابير الاستهزائية من قبعة رمادية لسلاح رمادى . حتى تشجع في علاج هذه المشكلة المعوفة من لون القبعة الجديد الفضي تم طباعة كلمة سر «قبعة فضية وأناس من ذهب».
في هجوم كالسابق نشير إلى عدة خطوات لتعظيم الحافز المشجع للتجنيد لسلاح الهندسة القتالى الخدمي .تغيير اسم السلاح من سلاح الهندسة إلى سلاح الهندسة القتالي، وترقية الخدمة القتالية لضابط الهندسة. كذلك قد تقرر من بين المجندين للوحدات التدميرية والراغبين في الخدمة بوحدة الهندسة الخاصة للمهام الخاصة، كوحدة أعلى من سلاح الهندسة أو أحد الوحدات المختصة المنقاة في الجيش الإسرائيلي وإلزامهم في اختيار الخدمة بسلاح الهندسة برغباتهم الأولى وحتى في حال فشلهم في تجميع الوحدات الهندسية الخاصة ذات المهام الخاصة خدمتهم بوحدات المشاة التابعة لسلاح الهندسة.
في السنوات الماضية بدأ رفع الحافز للخدمة بسلاح الهندسة. فنجد دفعة التجنيد نوفمبر 2009، تقريبا كل المجندين الذين قد تم تجنيدهم للسلاح كانت الخدمة بناء على رغبتهم الأولى، وكذلك في دفعة التجنيد مارس 2010 كل المجندين للسلاح الهندسي كرغبة أولى. في دفعة تجنيد أغسطس 2010 سجل للمرة الأولى طلب كبير لزيادة أعداد المجندين في السلاح الهندسي.
ترتبط وظيفة ضابط السلاح الهندسي الرسمي بتبديل التنافس من سلاح رمادى ومساعدة لسلاح قتالي سويا في الحرب، وذلك كحافز في عمليات القوات الهندسية مُنذ بدايته في القرن ال21 بالإضافة إلى الحرب على الإرهاب وفي إعلاء مستوى حاملي البندقية عيار 07 (مثل المشاة) وذلك كنوع من التشجيع والترويج وكنوع من تقوية الحافز في مهمة السلاح. يشمل هذا التشجيع المجندين، ويظهر ذلك من خلال عدد المشاهدات لقدرة السلاح وإمكانية الخدمة، فتثار اسئلة عن تأثير الخدمة المستقبلية للسلاح، من خلال المقابلات الشخصية من راغبي الخدمة والمحاربين وضباط السلاح الرسميين. فالأسئلة عن طريق المنتديات وإجابتها من على الإنترنت، وزيارات للمدرسة الهندسية العسكرية وما إلى ذلك. زادت إمكانيات طلب الخدمة في السلاح كرغبة أولى في اختيار الكتيبة، حيث رغبوا في الخدمة ولذلك سجلوا أسمائهم مع أصدقائهم لأنهم يرغبون في الخدمة .وها هو قد تم تفسير مصطلح «الصديق يجلب صديق» لأنهم ذلك من خلال أصدقائهم في الرغبة لإملاء استمارات الرغبة والموجودة على موقع سلاح الهندسة القتالي.

## فتيات في السلاح

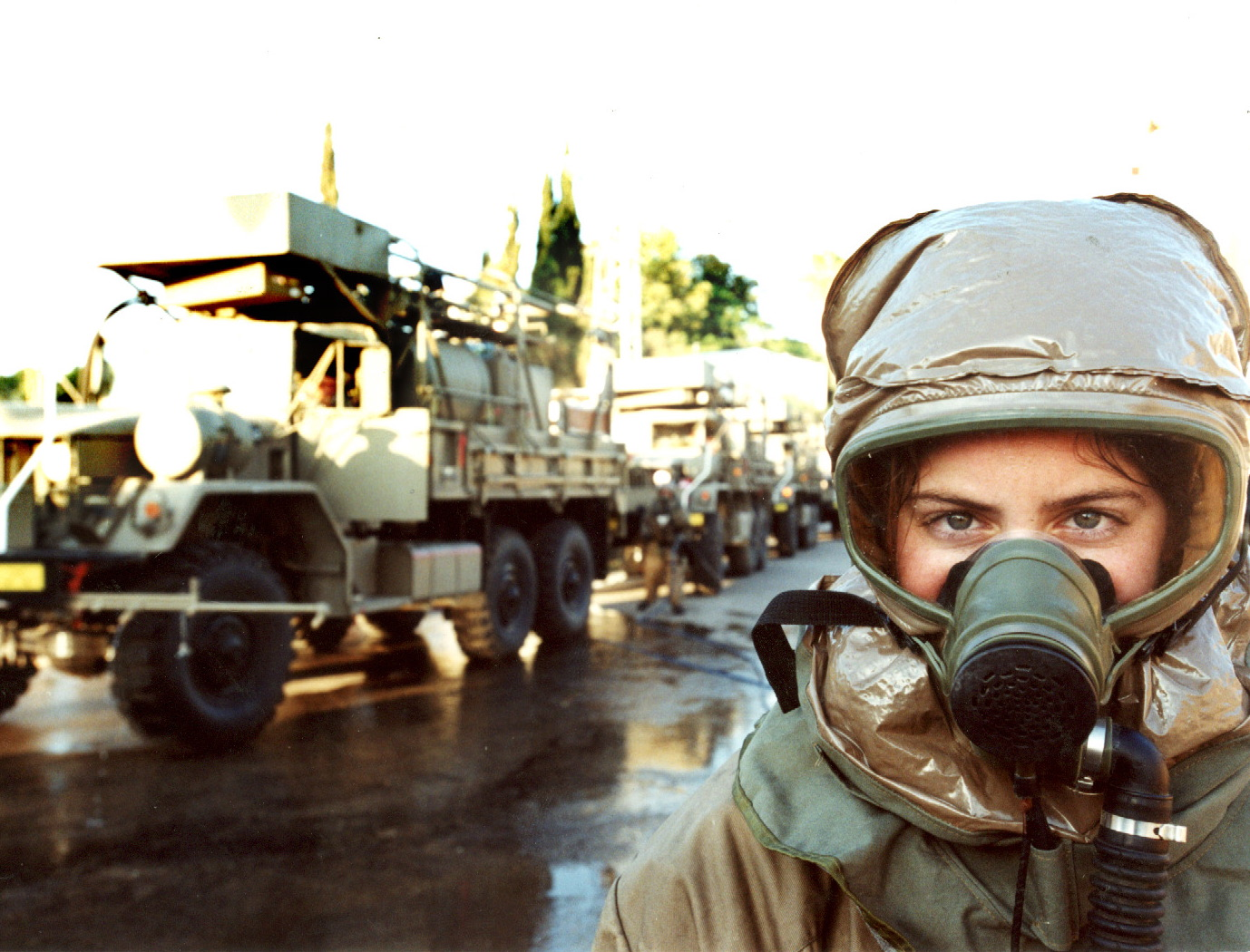
محارب سرية معدات البناء مع قبعة معدات البناء والتحصينات وملابس واقية

في وظيفة المدرسة الهندسية العسكرية، وفي أيام ضباط الهندسة الرسميين نجد «أفيش كيتس» في 1972 أولىَ النساء في المدرسة الهندسية العسكرية كمستشارة هندسية قتالية. وذلك بعد فترة معروفة من التدريب والخدمة في المدرسة انتقلت كمستشارة.
بعد فتح محكمة العدل العليا (اليس –ميلسر) سلاح الهندسة للفتيات بالإضافة إلى الخدمة في وحدات البيولوجيا والكيمياء الذرية. وهناك أيضا الخدمة كجندي سلاح بندقية عيار 03 وفي النهاية التدريب الاساسي وتأكيد خدمتها في الحروب في الوحدات المتنقلة لكتيبة البيولوجيا والكيمياء الذرية (الذكور يخدمون إلى جانب النساء). كتائب عسكرية هندسية ووحدت المعدات والبناء والتحصينات، ووحدة الهندسة الخاصة للمهام الخاصة ما زالت مغلقة أمام الفتيات.

## وصلات خارجية
قالب:מיזמים

### مواقع رسمية

#### كتابات من مواقع رسمية
- רועי כספי, המדינה שבדרך نسخة محفوظة 6 أكتوبر 2014 على موقع واي باك مشين.: פריצת דרך בורמה הישראלית ופריצת צירים במלחמת לבנון השנייה, אתר זרוע היבשה (צה"ל)
- איתמר שגב, הצמ"ה של חיל ההנדסה – עובדות ומספרים نسخة محفوظة 17 أكتوبر 2010 على موقع واي باك مشين., אתר זרוע היבשה (צה"ל)
- איתמר שגב, ביקוש שיא להנדסה نسخة محفوظة 3 أبريل 2012 على موقع واي باك مشين. – גיוס אוגוסט 2010: לראשונה ביקוש של 1.1 מתגייסים על כל מקום פנוי, אתר זרוע היבשה (צה"ל)
- قالب:فيديو ינשופי האב"כ - על הקמת גדוד האב"כ החדש וסרט מהאימונים, אתר זרוע היבשה (צה"ל)
- סמדר קרמפף, "המעמד של חיל ההנדסה עלה, ובצדק" - סיכום כהונתו של משה שלי כקהנ"ר ועל תוכנית ההתעצמות של החיל, ביבשה, 12.9.2011
- قالب:فيديو סמדר קרמפף, עוברים כל מכשול نسخة محفوظة 27 مارس 2014 على موقع واي باك مشين. (כולל סרט וידאו), אתר זרוע היבשה (צה"ל)

#### معلومات عامة
- قالب:Mako
- אגף חיל ההנדסה הקרבית – באתר "יחידה" – אתר יחידות צה"ל
- פורום חיל ההנדסה הקרבית – באתר "יחידה" – אתר יחידות צה"ל
- מערך האב"כ של צה"ל, סקירה בפורום צבא וביטחון בפרש
- טירונות בחיל ההנדסה
- מסלול מפעיל צמ"ה בחיל ההנדסה: סקירה, שו"ת.
- ראיון עם הקהנ"ר שמעון דניאל בעיתון במחנה: אתר דו"צ, reprint
- ראיון עם הקהנ"ר משה שלי ב-IsraelDefense

#### صور ومعارض
- תמונות של אימון הנדסה קרבית, פורום צבא וביטחון בפרש
- תמונות של צמ"ה צוקים – גדוד 601, פורום צבא וביטחון בפרש
- תמונות של "אבירי הפלדה" – פלוגת צמ"ה עזה, פורום צבא וביטחון בפרש
- תמונות של "חתולי הבר" – פלוגת צמ"ה איו"ש (D9, שופל), פורום צבא וביטחון בפרש
- תמונות של אימון צמ"ה מילואים ברמת הגולן, פורום צבא וביטחון, פרש
- תמונות של תרגיל המשלב שריון, הנדסה, חי"ר ומסוק יסעור, פורום צבא וביטחון, פרש
- תמונות כלי צמ"ה של אבירי הפלדה, בפורום צבא וביטחון בפרש
- פינוי שדה מוקשים בגבול ישראל-ירדן על ידי חיל ההנדסה הקרבית, ערוץ الجيش الإسرائيلي בפליקר